# Zeitzgrund

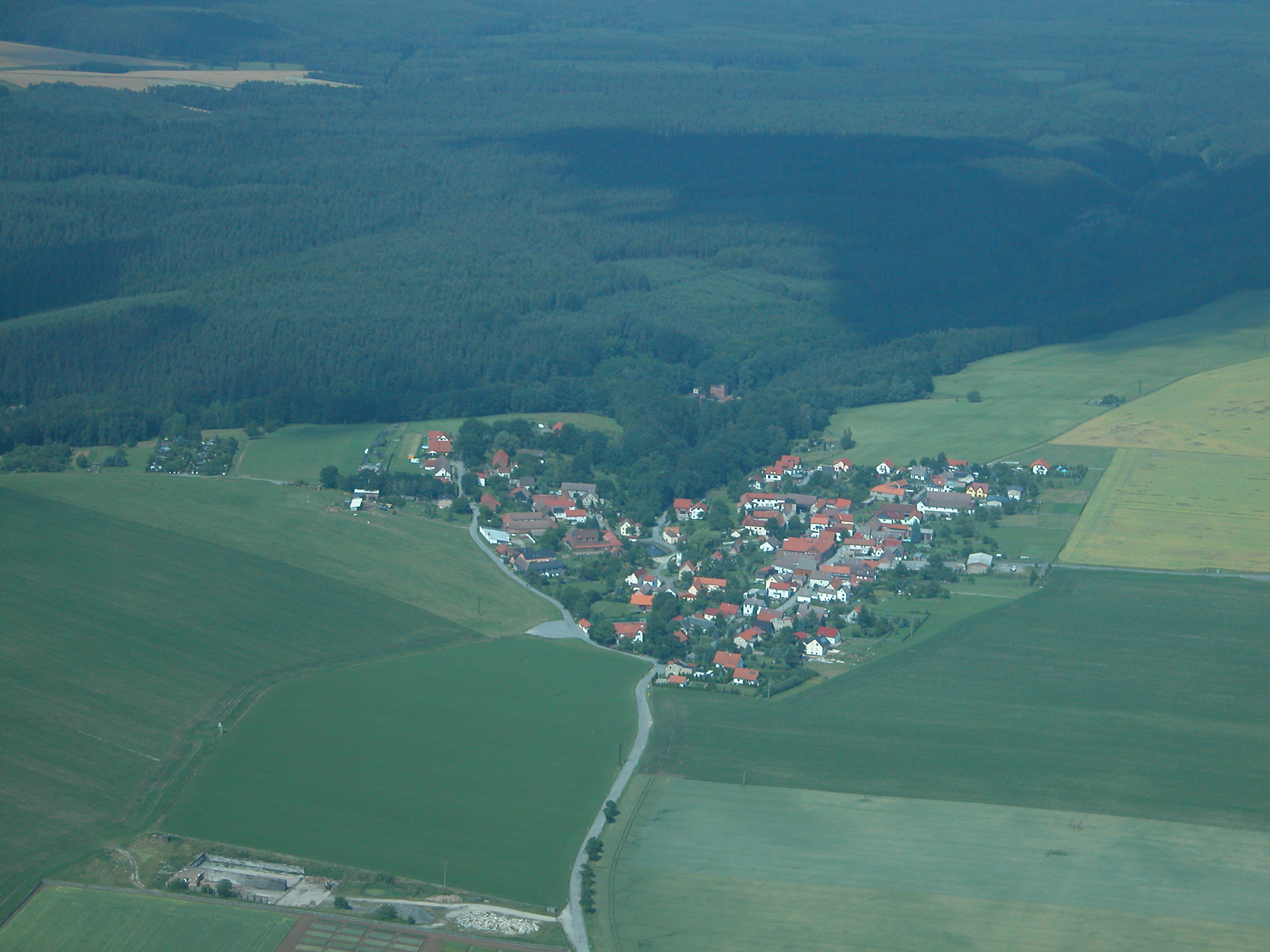
Blick nach Norden über Bollberg und den angrenzenden Zeitzgrund mit der Janismühle (2005)

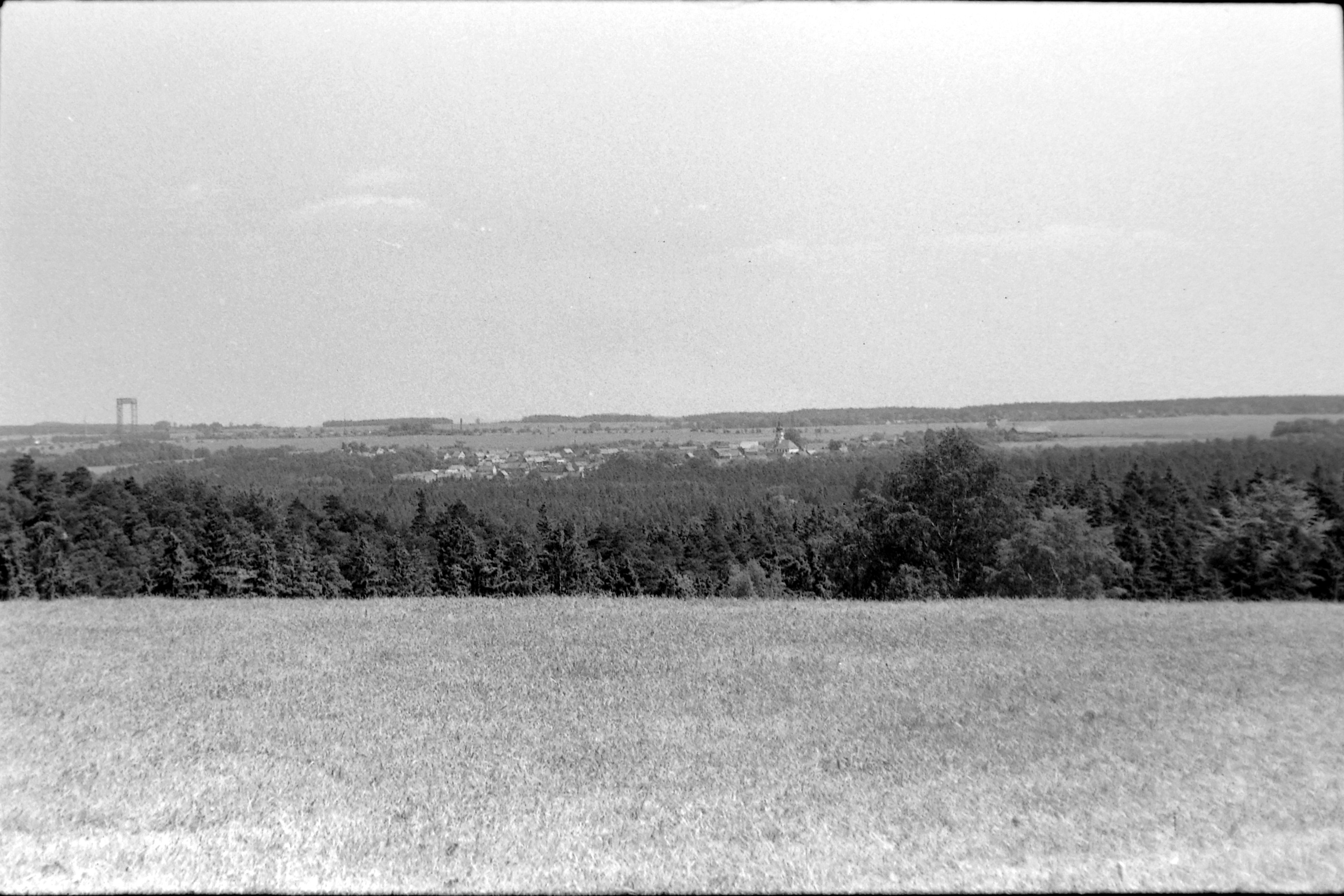
Blick (aus nördlicher Richtung) über den Zeitzgrund nach Schleifreisen. Im linken Hintergrund das Hochspannungsprüffeld bei Hermsdorf. (1986)

Als Zeitzgrund bezeichnet man das Landschaftsschutz- und Naherholungsgebiet des Zeitzbaches zwischen Hermsdorf (im Osten) und Stadtroda (im Westen). Die waldreiche Gegend gehört zum Thüringer Holzland und weist eine Reihe von Sehenswürdigkeiten auf.

## Lage und Nebentäler
Der Zeitzbach entspringt nordwestlich von Hermsdorf und fließt in südwestlicher Richtung nach Schleifreisen, um ab hier (hauptsächlich) in westlicher Richtung durch den Zeitzgrund bis nach Stadtroda zu fließen. In Stadtroda mündet der Zeitzbach im Norden von Stadtroda in die Roda, wo diese in einer Kurve aus der Süd-Nord-Richtung nach Westen umbiegt, um unterhalb des Bahnhofes Stadtroda der Saale zuzufließen,
Der tief eingeschnittene Talteil des Zeitzgrundes zieht sich von Schleifreisen im Osten bis westlich zwischen Papiermühle (Bollberg) in Richtung Stadtroda hin.
Nebentäler des Zeitzgrundes sind Teufelstal (nach Süden) und Läusegrund (nach Norden, bei der Bockmühle). Östlich der Autobahnbrücke „Zeitzgrundbrücke“ (östlich Stadtroda über den Zeitzgrund) mündet von Süden der Nossengrund in das Tal. Weiter östlich liegt die Neumühle. Bei der Papiermühle zweigt nordwärts das Falkental ab, das zum „Breiten Holz“ führt. Von hier gelangt man über Wanderwege auch nach Albersdorf und Waldeck und zum Waldecker Schloßgrund. Im westlichen Teil des Zeitzgrundes zwischen Kursdorfmühle und Papiermühle zweigt versteckt unter der Eisenbahnbrücke nach Norden der Eselsgrund nach Albersdorf ab. Einige hundert Meter westlich der Papiermühle führt vom Zeitzgrund nach Norden der Rabs- oder Raubgrund, an dem beide Rabsburgen liegen, zunächst an seinem Beginn (unterhalb der Großen Rabsburg) durch den Tunnel unter der Eisenbahnlinie hindurch.

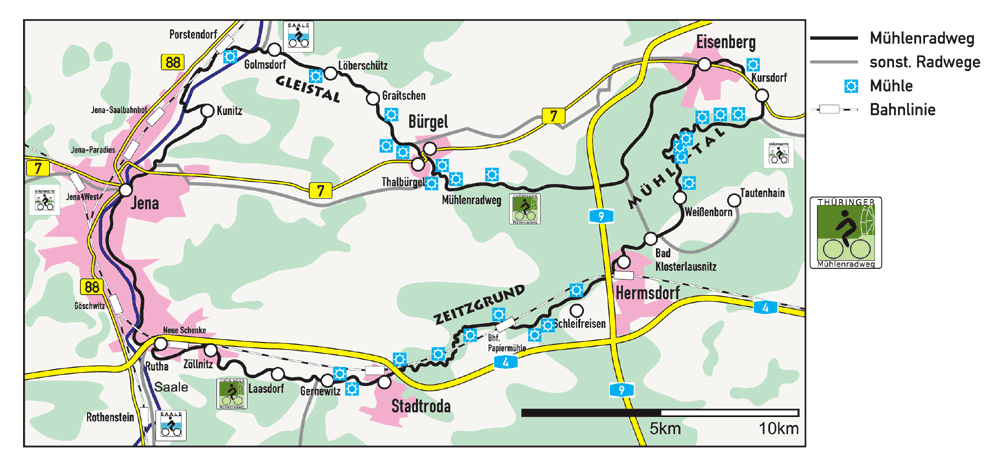
Übersichtskarte des Thüringer Mühlenradwegs

Im Nossengrund fließen vereinigt zwei Bäche, von Quirla und von Dorna kommend, als „Nossengraben“ dem Zeitzgrund in nordwestlicher Richtung zu.
Durch das Teufelstal fließt dem Zeitzbach von Süden her der Teufelstalbach (und hier von Schleifreisen aus Osten ein unbenannter Nebenbach) bei der Ziegenmühle zu.

### Wanderwege

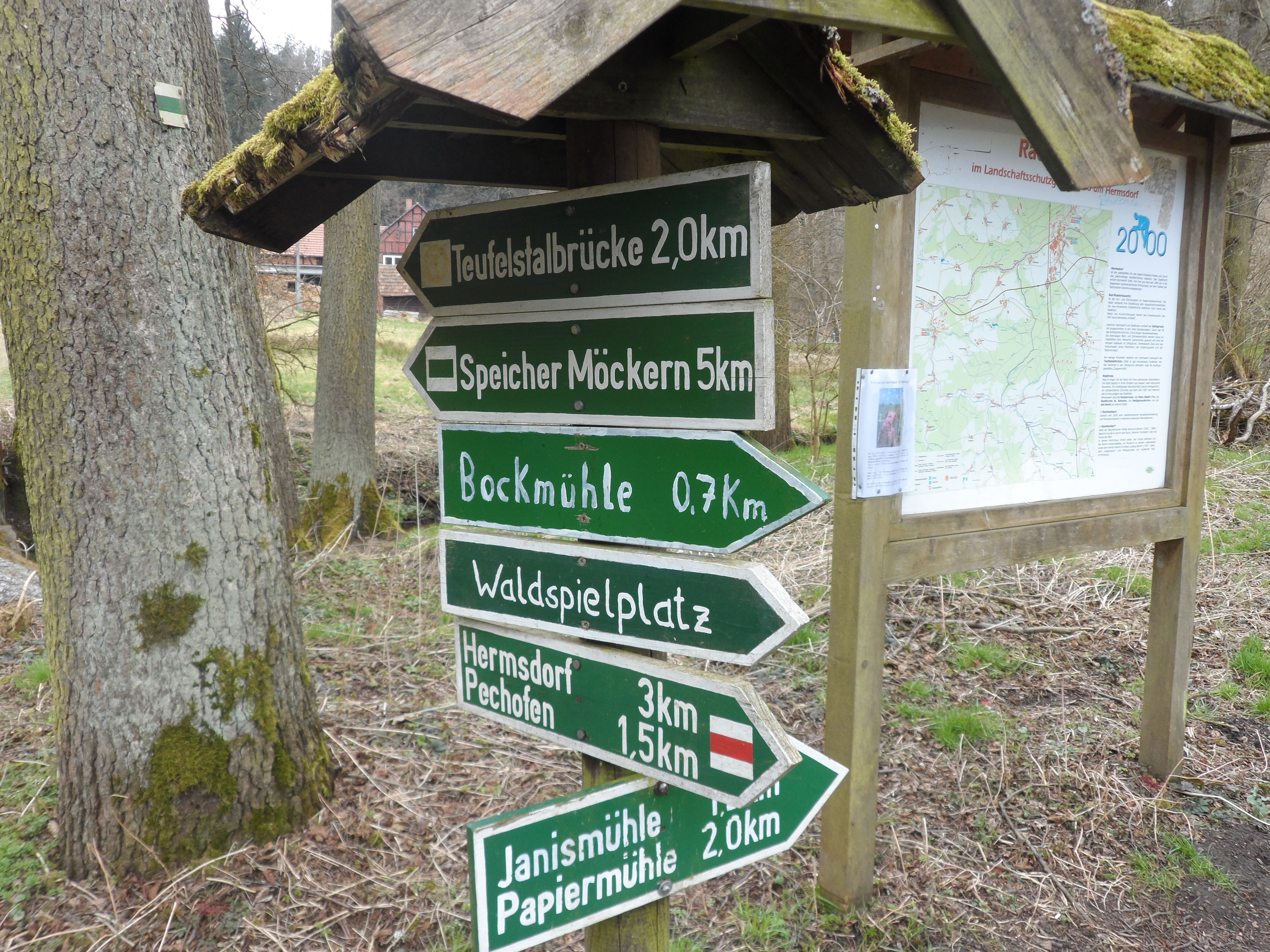
Wegweiser im Zeitzgrund
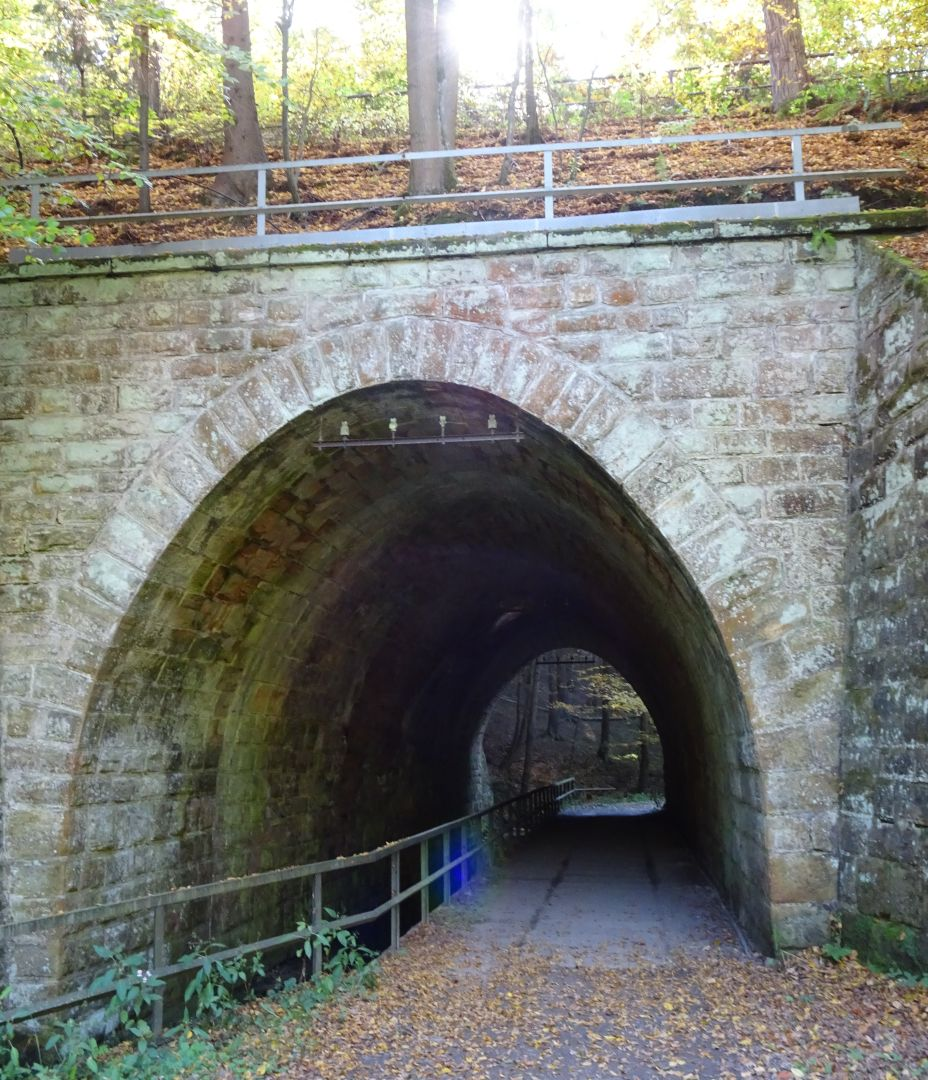
Tunnel westlich der Papiermühle unter der Bahnstrecke Weimar–Gera. Hauptwanderweg im Tal. (Blick nach Südwesten)

#### Lehrer-Bocklisch-Weg und Schutzhütten

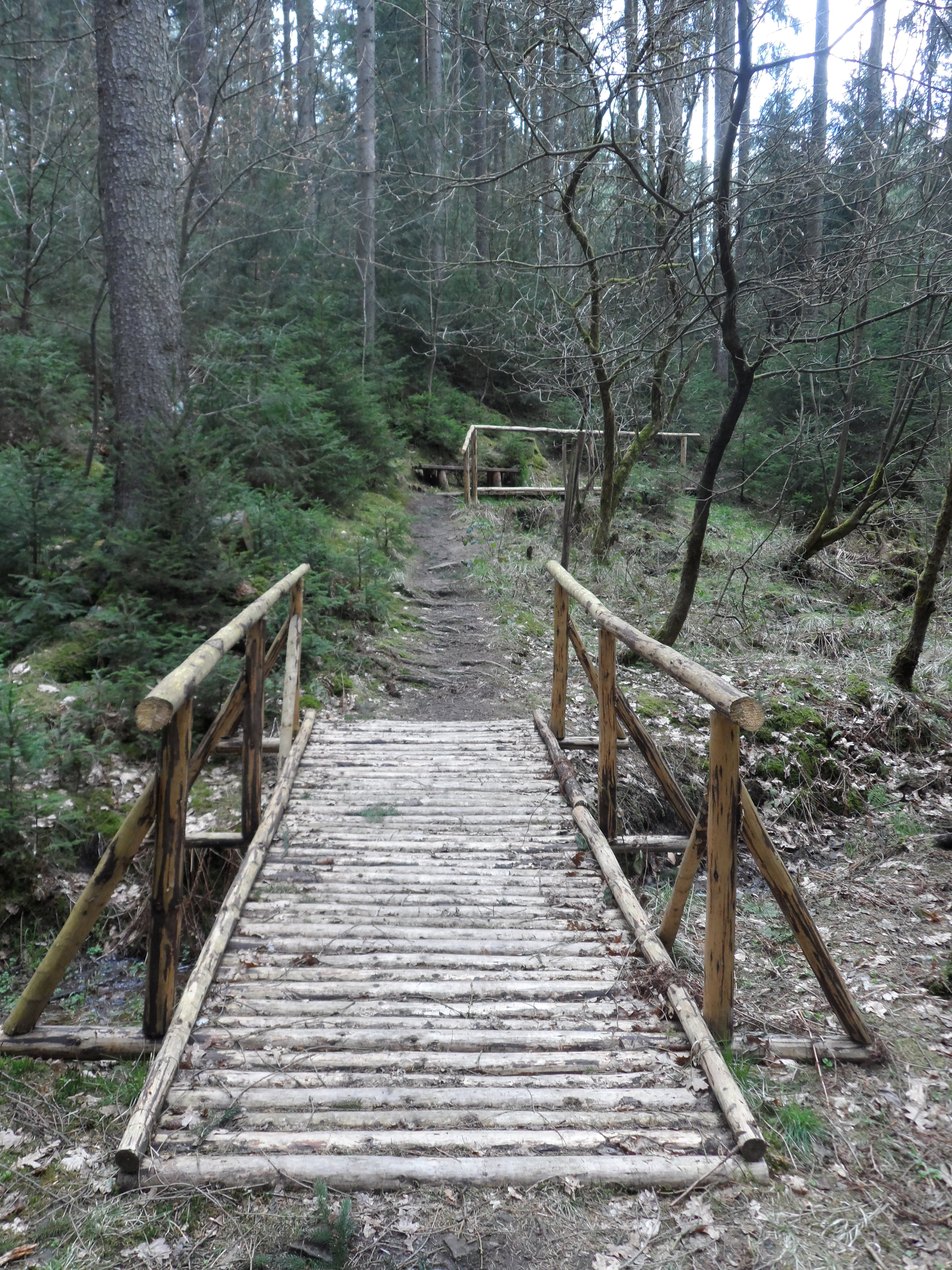
Ein Abschnitt auf dem Lehrer-Bocklisch-Weg
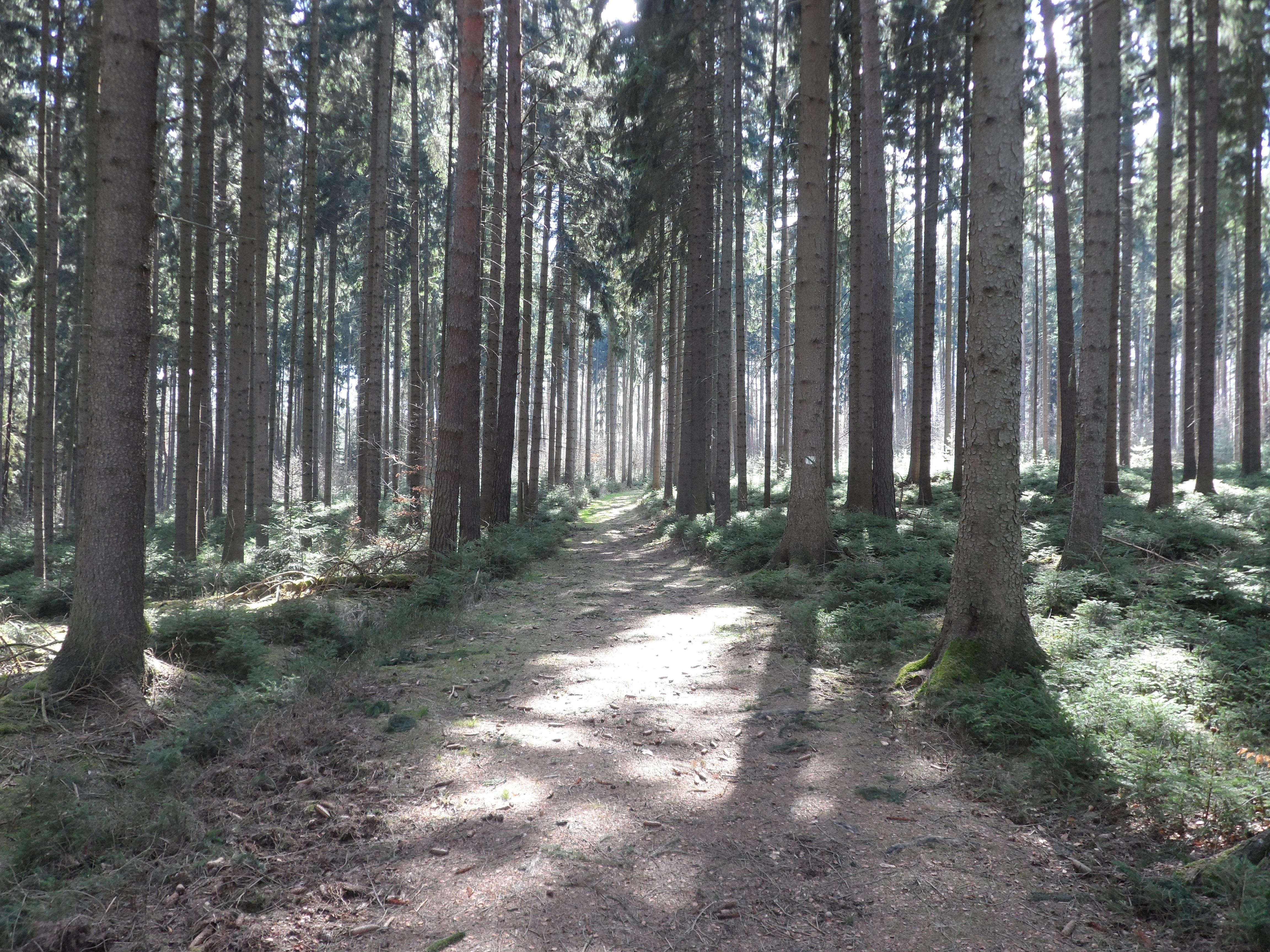
Am Köhlerberg auf dem Lehrer-Bocklisch-Weg
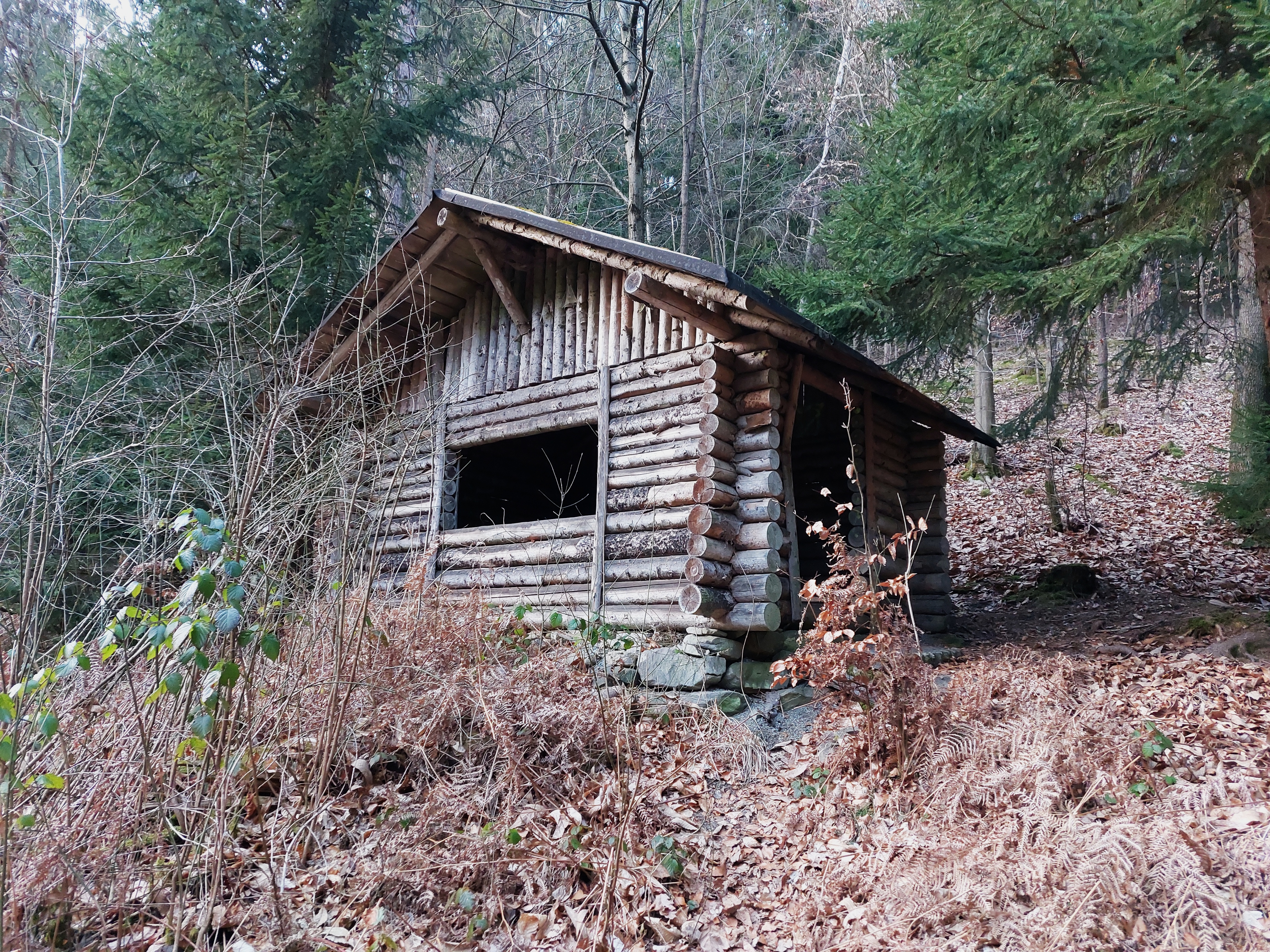
Schutzhütte im Teufelstal (2025)

### Wassermühlen im Zeitzgrund

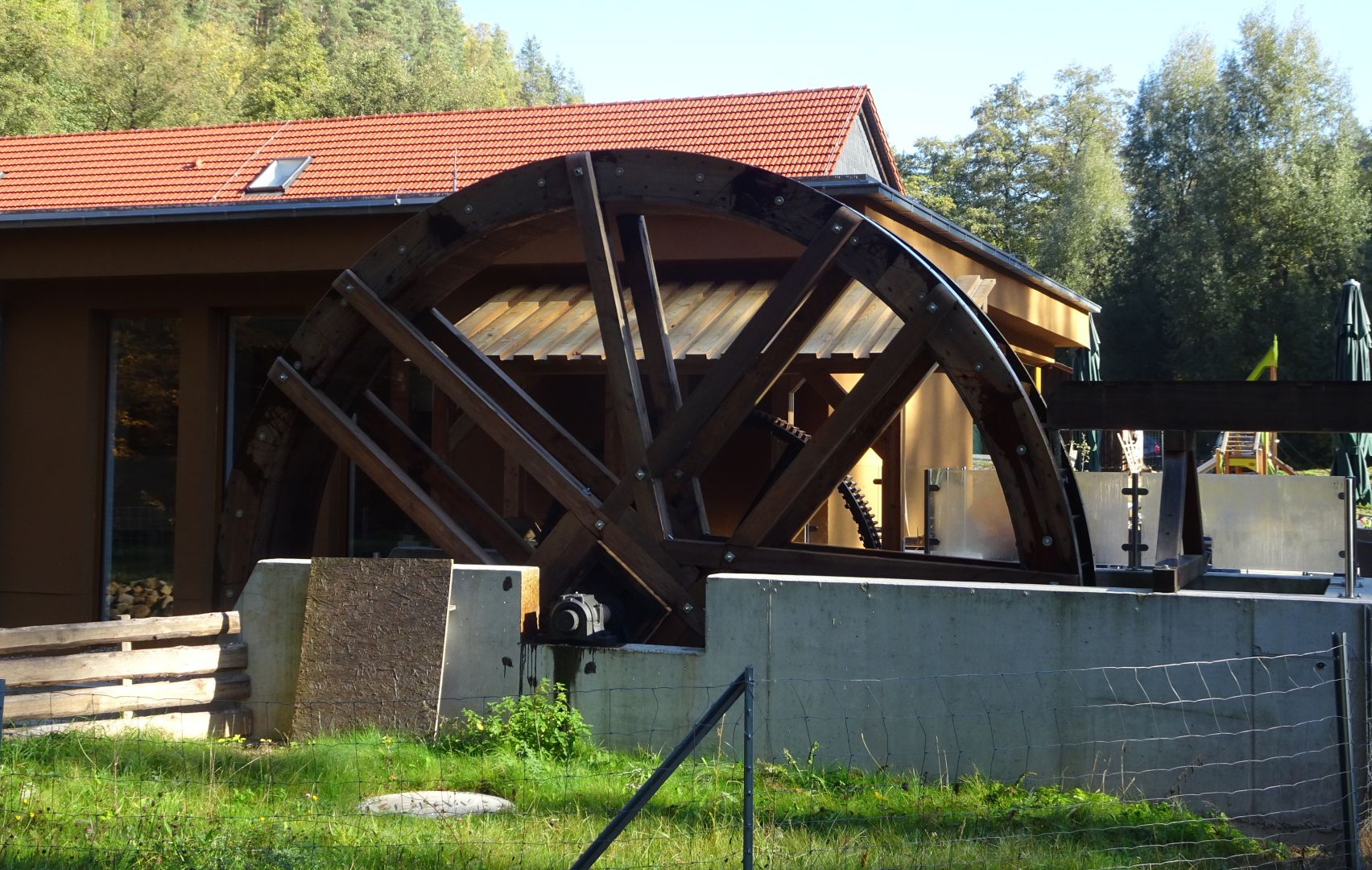
Aufgestelltes Mühlrad vor der Ziegenmühle

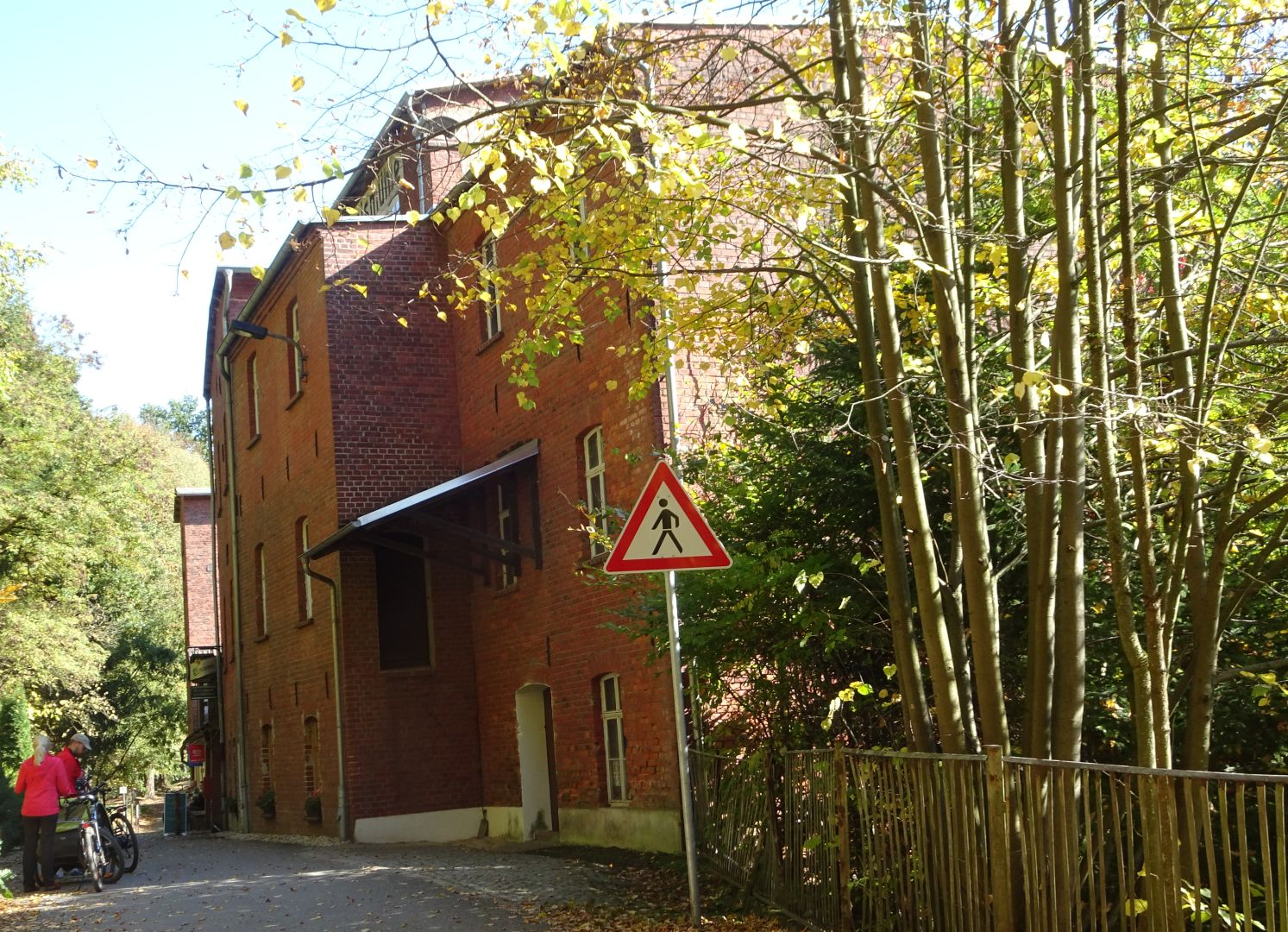
Janismühle

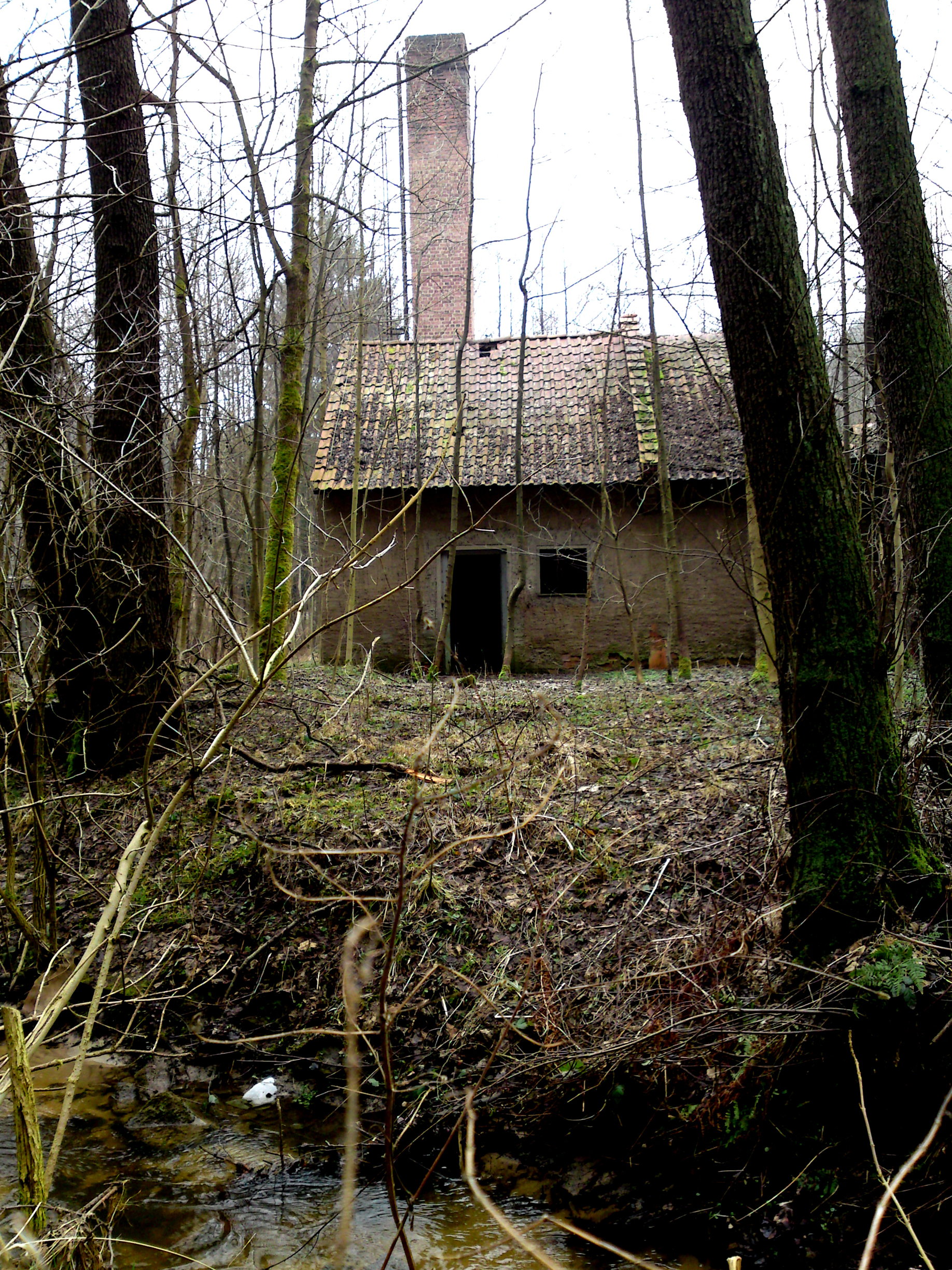
Ruine eines Nebengebäudes der Neumühle

### Pechofen im Läusegrund (Bobeck)

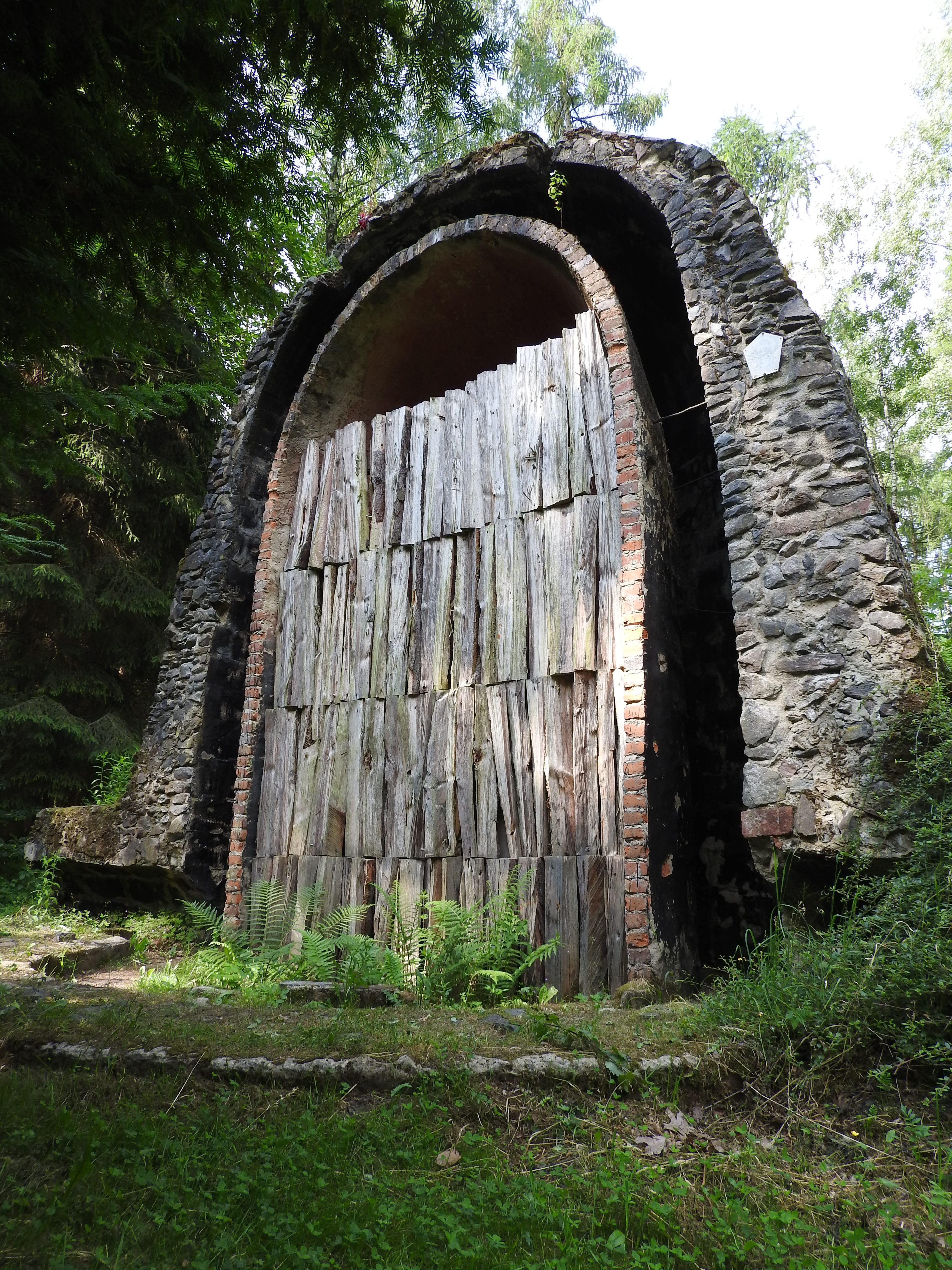
Pechofennachbau im oberen Teil des Läusegrundes, einem Nebental des Zeitzgrundes

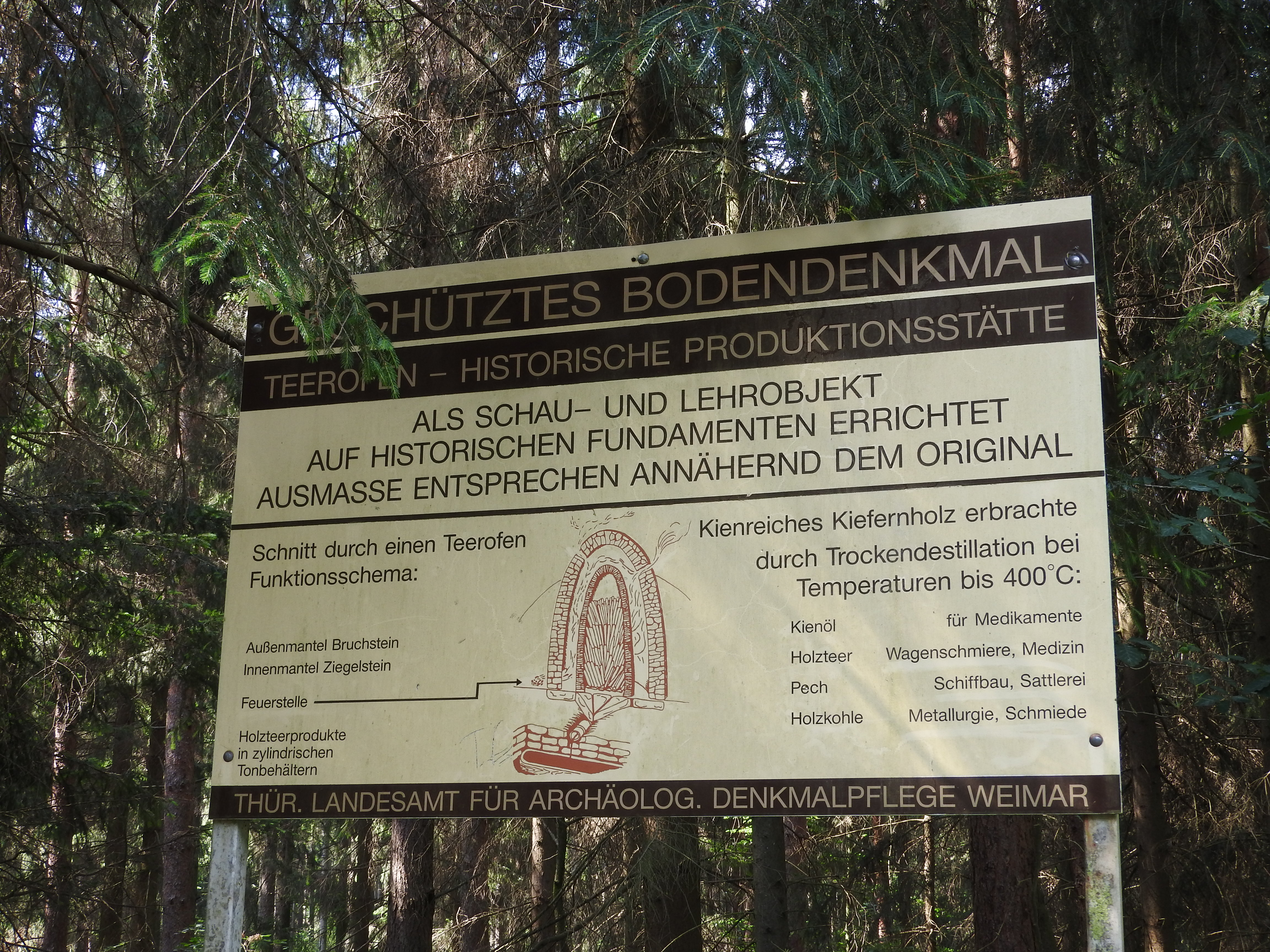
Infotafel

#### Große Rabsburg (Zeitzgrund, Rabsgrund)

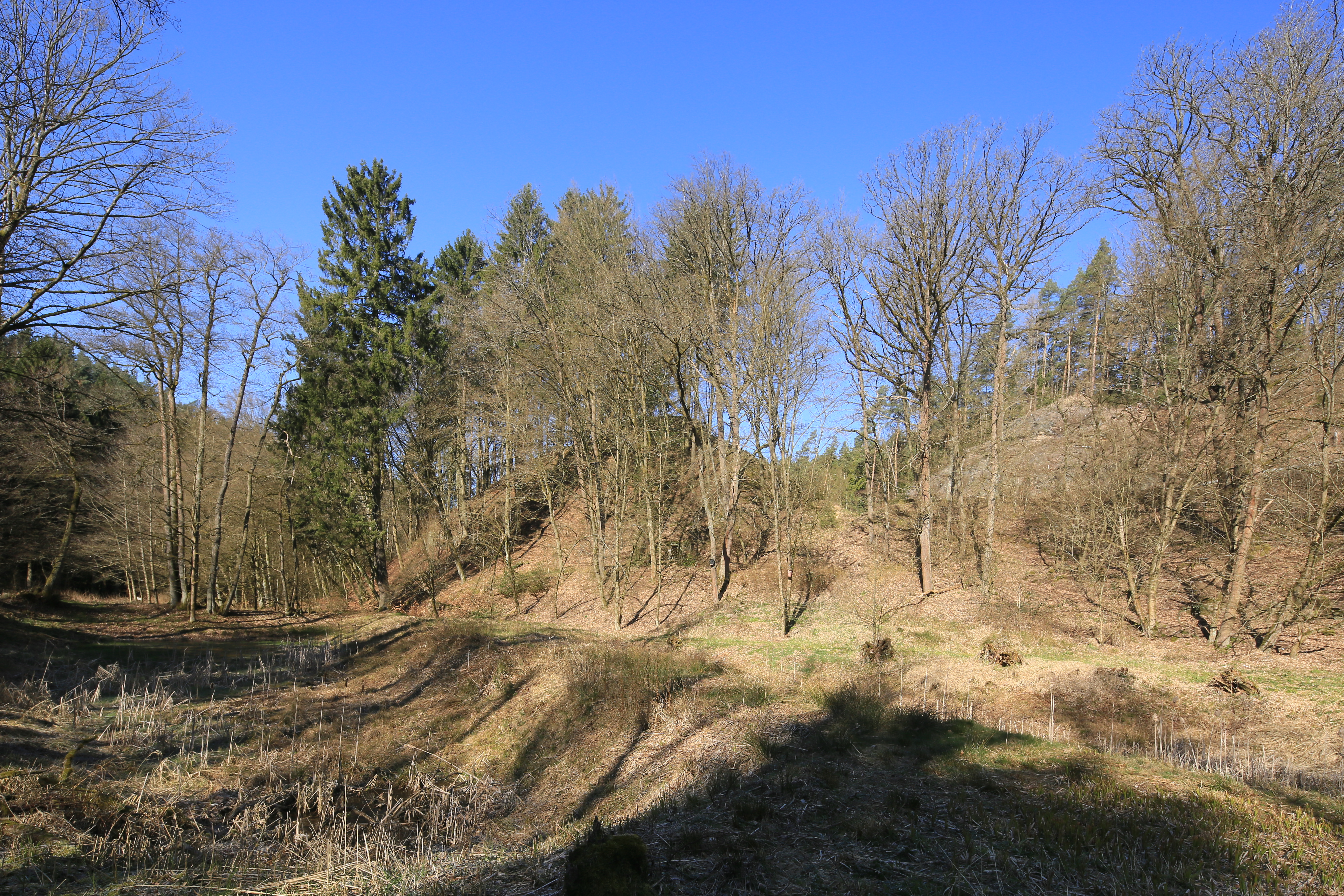
Blick zum Südteil des Rabsberges (Bildmitte), der durch die Bahnlinie (rechts der Bildmitte) durchschnitten wurde; in der Bildmitte am vorderen Hang des Rabsbergrestes liegt die ruinöse Gruft der Papiermühlenbesitzer (verdeckt von Bäumen)

#### Kleine Rabsburg (Rabsgrund)

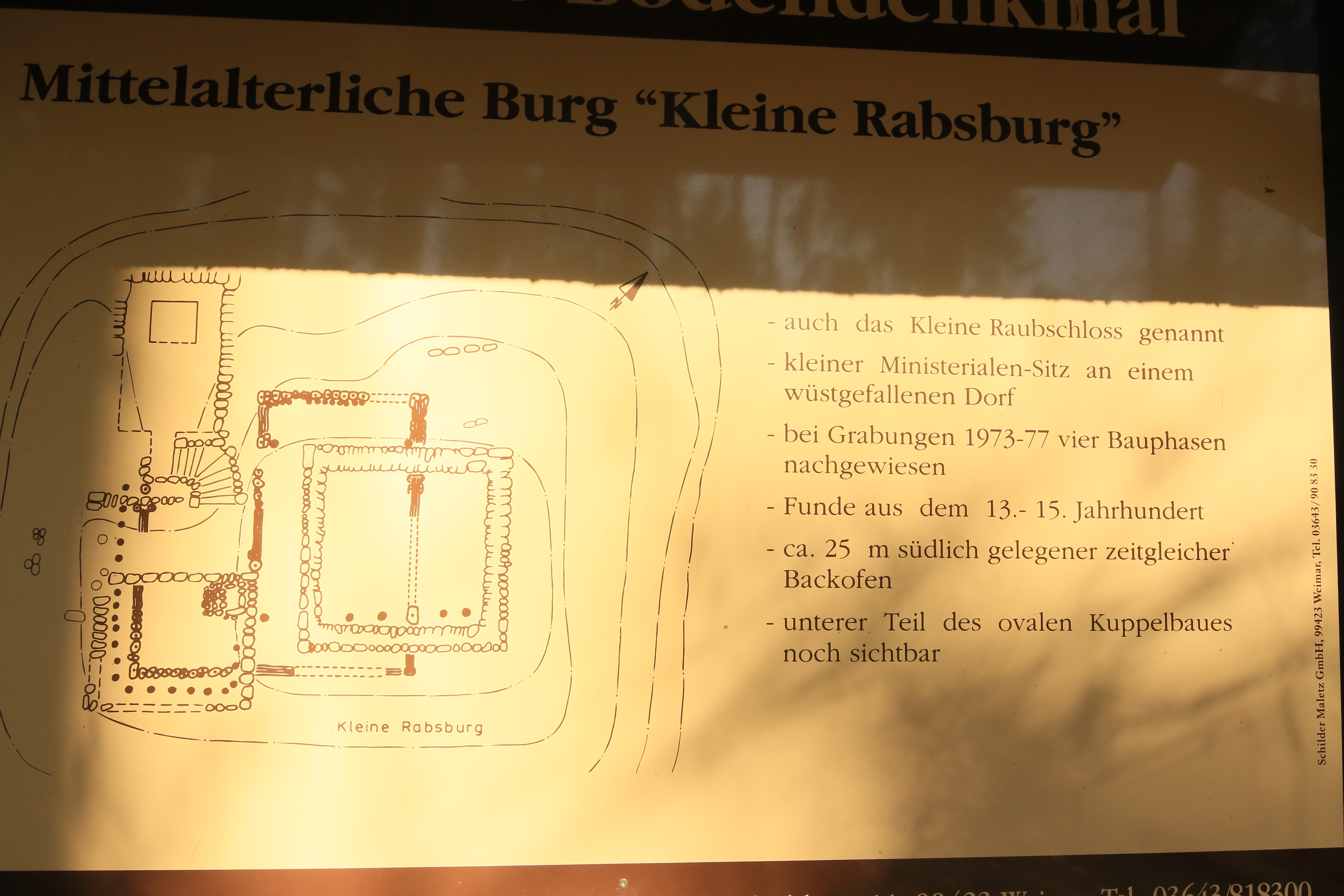
Infotafel an der kleinen Rabsburg
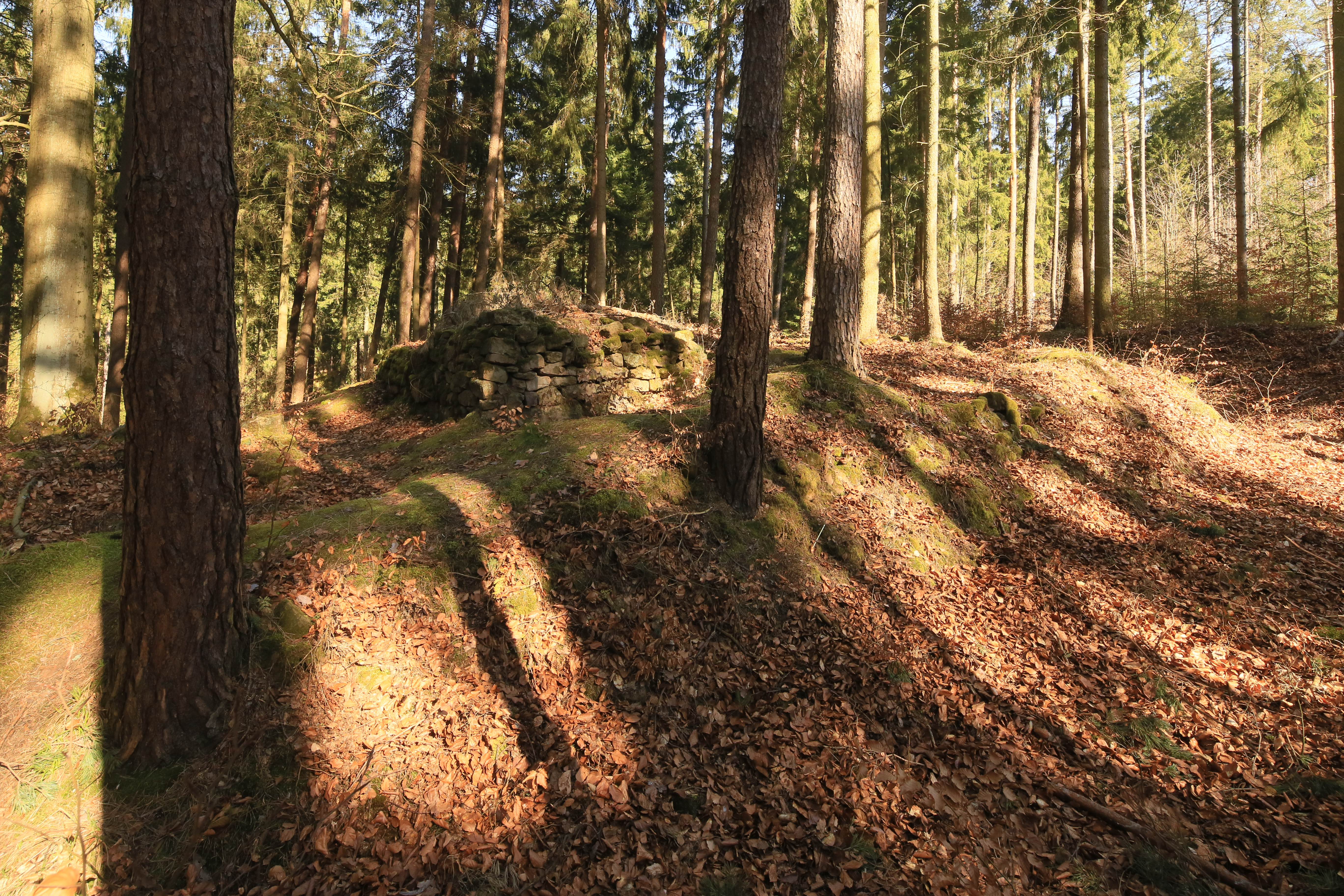
Kleine Rabsburg am Lehrer-Bocklisch-Weg (2020)

## Verkehrsanbindung

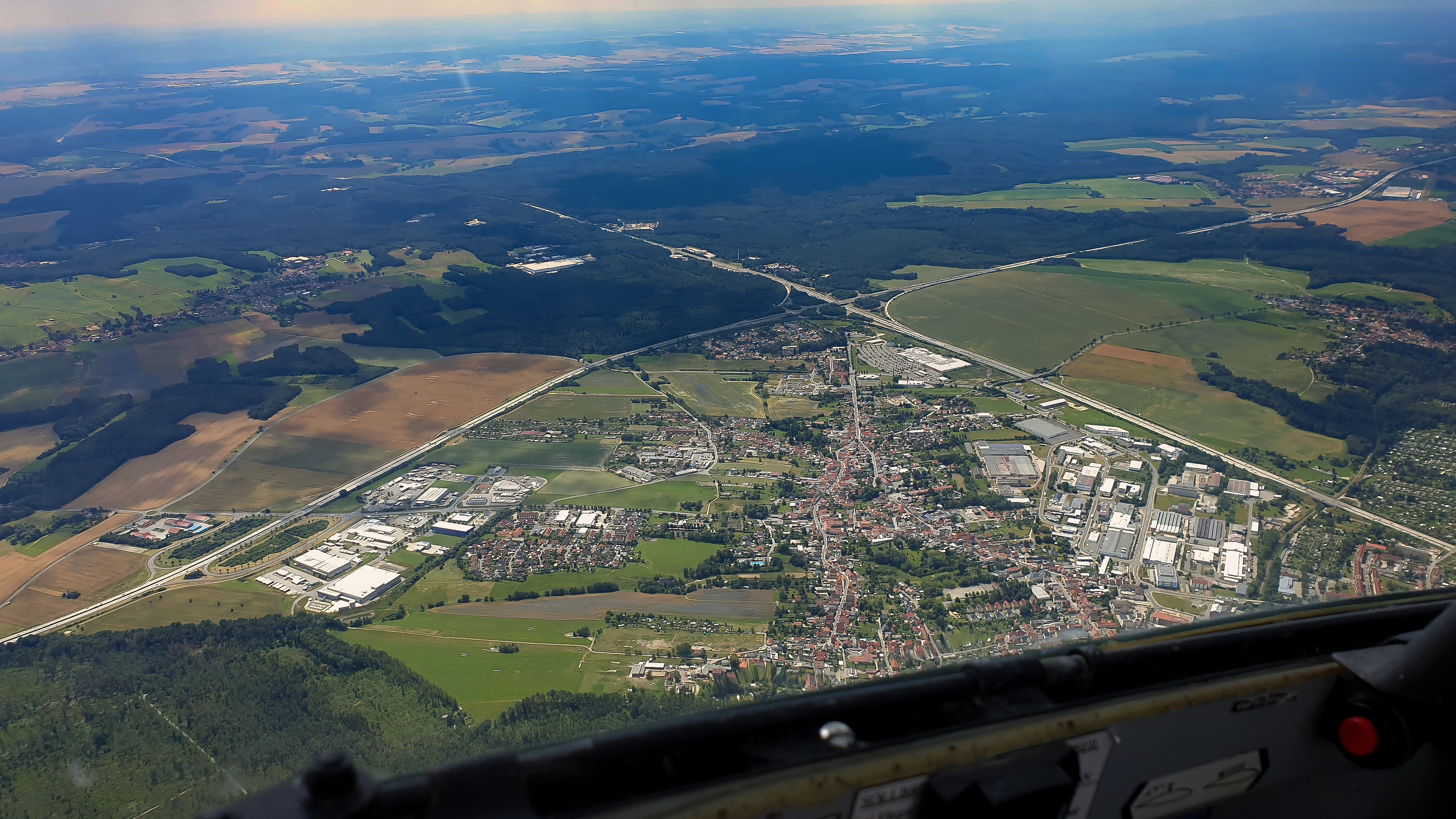
Luftbild des Hermsdorfer Kreuzes im Jahr 2020 (Oben rechts ist Westen und unten links Osten): Unten Stadt Hermsdorf. In linker Bildmitte Reichenbach. Rechts über der Autobahn A9 Schleifreisen mit dem angrenzenden Zeitzgrund (nach Westen/ rechts oben verlaufend) und dem nach links oben/Süden zur A4 abzweigenden Teufelstal mit der Teufelstalbrücke und der Autobahnraststätte Teufelstal (rechts oben). In oberer Bildmitte an der A9 (mitten im Wald) die Autobahnraststätte Hermsdorfer Kreuz (östlich des Teufelstales).

Autobahnabfahrten der A4 bestehen bei Quirla/Dorna (Abfahrt Stadtroda mit Autohof, Restaurant und Truck-Stop) mit Straße nach Bollberg und Schleifreisen. Sowie Abfahrt "Hermsdorf-Ost".
Über die A9 mit Abfahrt "Hermsdorf-Süd" mit Straße über Mörsdorf nach Bollberg. Und über die Abfahrt Bad Klosterlausnitz nach Bobeck zu den dortigen Parkplätzen.

### Ostteil des Zeitzgrundes zwischen Bollberg und Schleifreisen
Zufahrtsstraßen bestehen in Schleifreisen sowie in Bollberg. Teile des Tales sind aber für Kfz gesperrt, so dass zwischen beiden Zufahrten eigentlich keine durchgängige (erlaubte) Straße besteht.
Straßenartige Forstwege (beim Pechofen) und Wanderwege ermöglichen den Zugang zum Zeitzgrund zu Fuß oder mit dem Fahrrad von der südlich von Bobeck verlaufenden Landstraße L 1075 (von Bad Klosterlausnitz her). An dieser Straße befinden sich zwei Parkplätze (beim Pechofen und am „Weißen Berg“). An allen gastronomisch oder als Pension betriebenen Mühlen (Papiermühle, Janismühle, Ziegenmühle) des Zeitzgrundes befinden sich weitere Parkplätze und zusätzlich der Parkplatz an den Bockmühlenteichen beim Ort Schleifreisen.

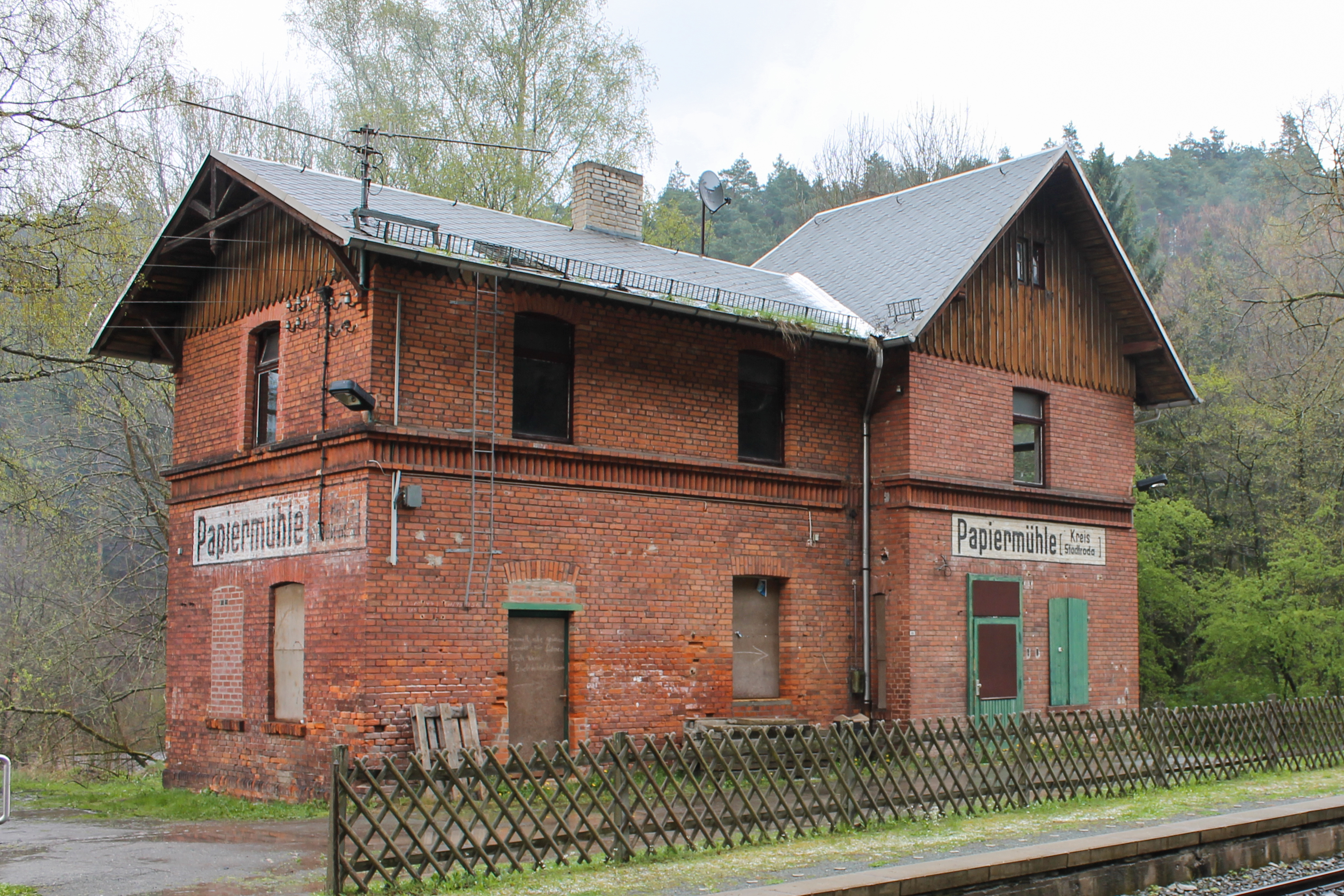
Haltepunkt Papiermühle

Über den Bahnhof (Haltepunkt mit Bedarfshalt!) „Papiermühle“ im Tal nahe dem Café in der alten Papiermühle ist das Tal mit der Bahnstrecke Weimar–Jena–Gera (Holzlandbahn) erreichbar. Der Haltepunkt „Papiermühle“ gehört zum Ort Stadtroda-Bollberg.

### Westteil des Zeitzgrundes bei Stadtroda und Dorna
Dieser flachere Teil des Tales hat keinen Zufahrtsweg für Kraftfahrzeuge. Der Zugang für Wanderer oder Radfahrer erfolgt entweder über Stadtroda oder über dessen Ortsteil Dorna (nördlich von Quirla).
Von Ruttersdorf führt jeweils ein Weg/Feldweg/Waldweg (südwestlich) zur Walkmühle bei Stadtroda, (südlich) zur Neumühle (nordwestlich von Dorna) und (südöstlich) zur Kursdorfmühle (nordnordöstlich von Dorna).
In Stadtroda führt nahe des Bahnhofes Stadtroda die kurze Straße "Zeitzgrund" vorbei an der Schleifmühle, bis hin zur Walkmühle (westlich der Autobahnbrücke "Zeitzgrundbrücke"). Von der Walkmühle aus führt nur noch ein Weg nach Osten in den Zeitzgrund. Parkplätze liegen am Bahnhof Stadtroda sowie an der Hammermühle in Stadtroda.

### Sonstige und Umgebung

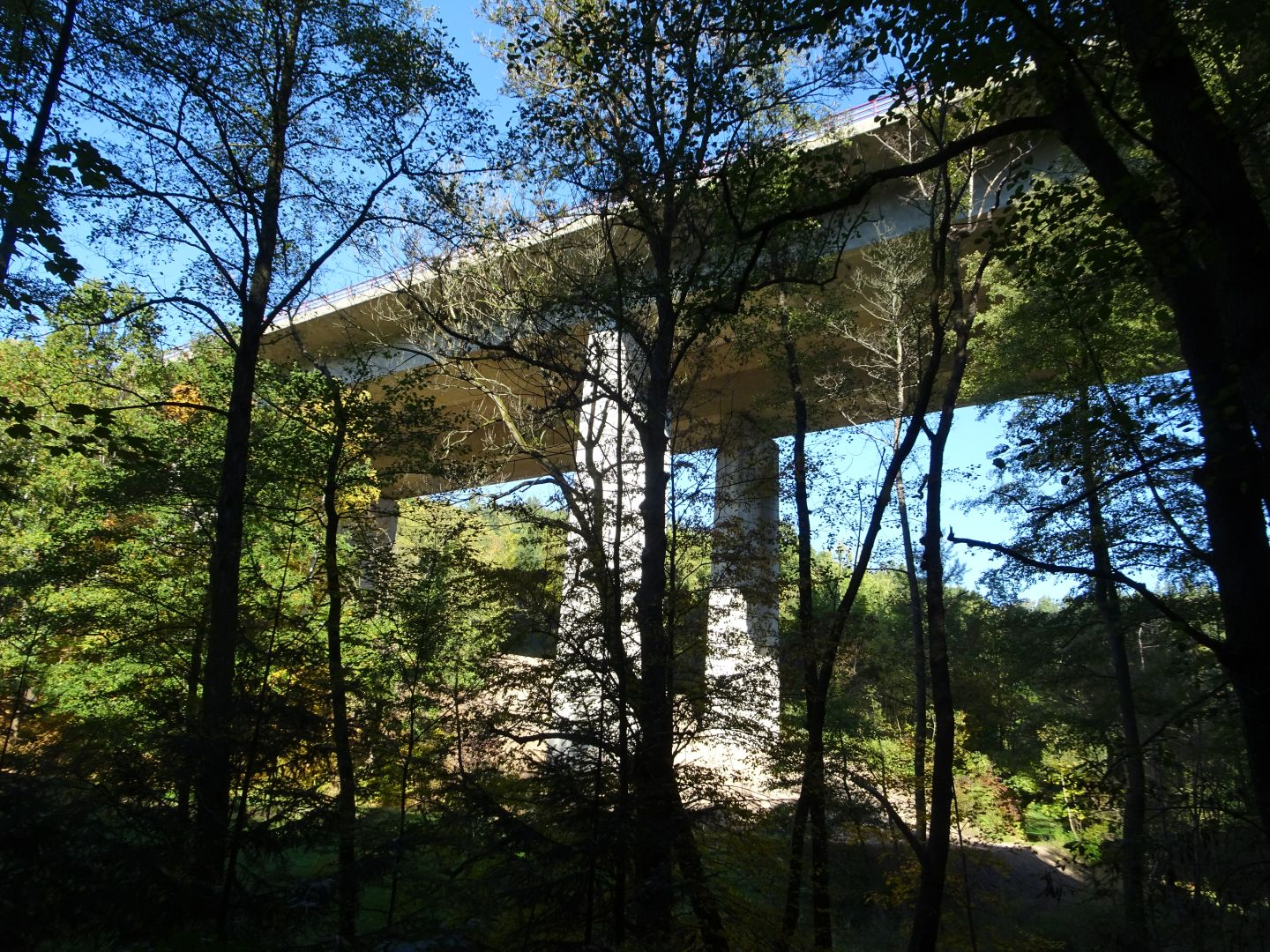
Autobahnbrücke Zeitzgrundbrücke der A 4 über den Zeitzgrund östlich von Stadtroda
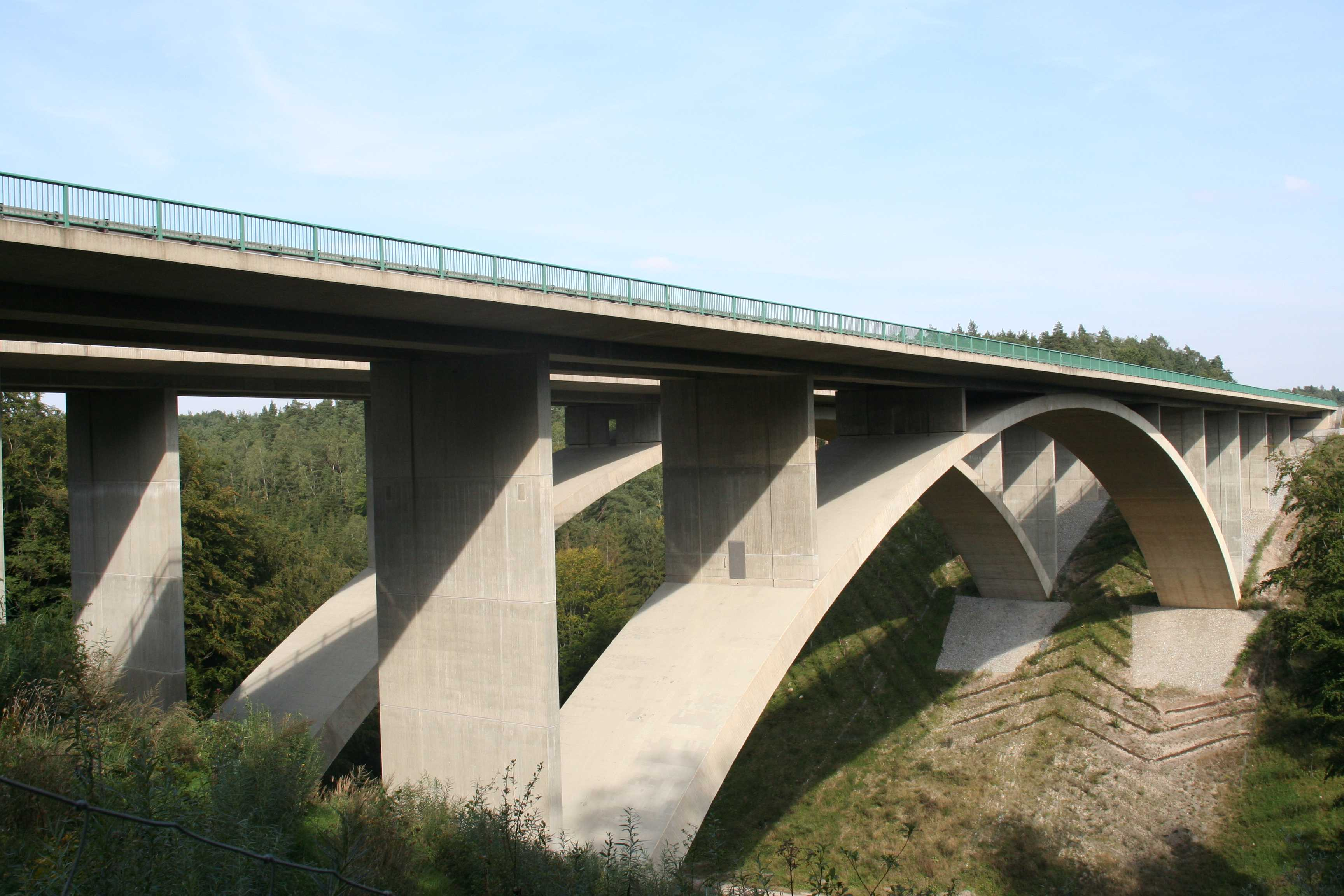
Neue doppelte Teufelstalbrücke (von 2002) der Autobahn A4
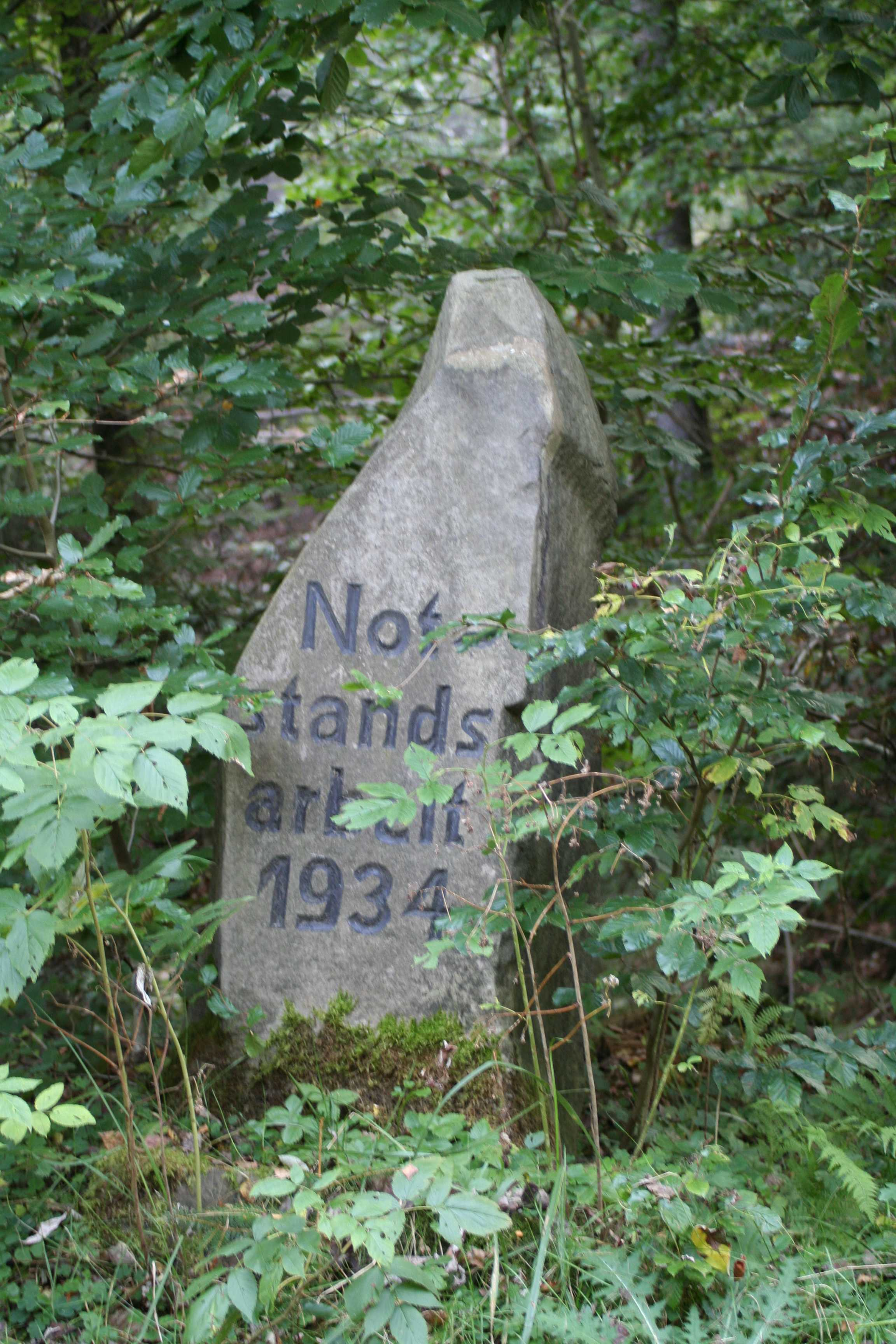
Notstandsstein im Nebental Teufelstal, zur alten Teufelstalbrücke von 1934 gehörig, die abgerissen und durch einen Neubau ersetzt wurde
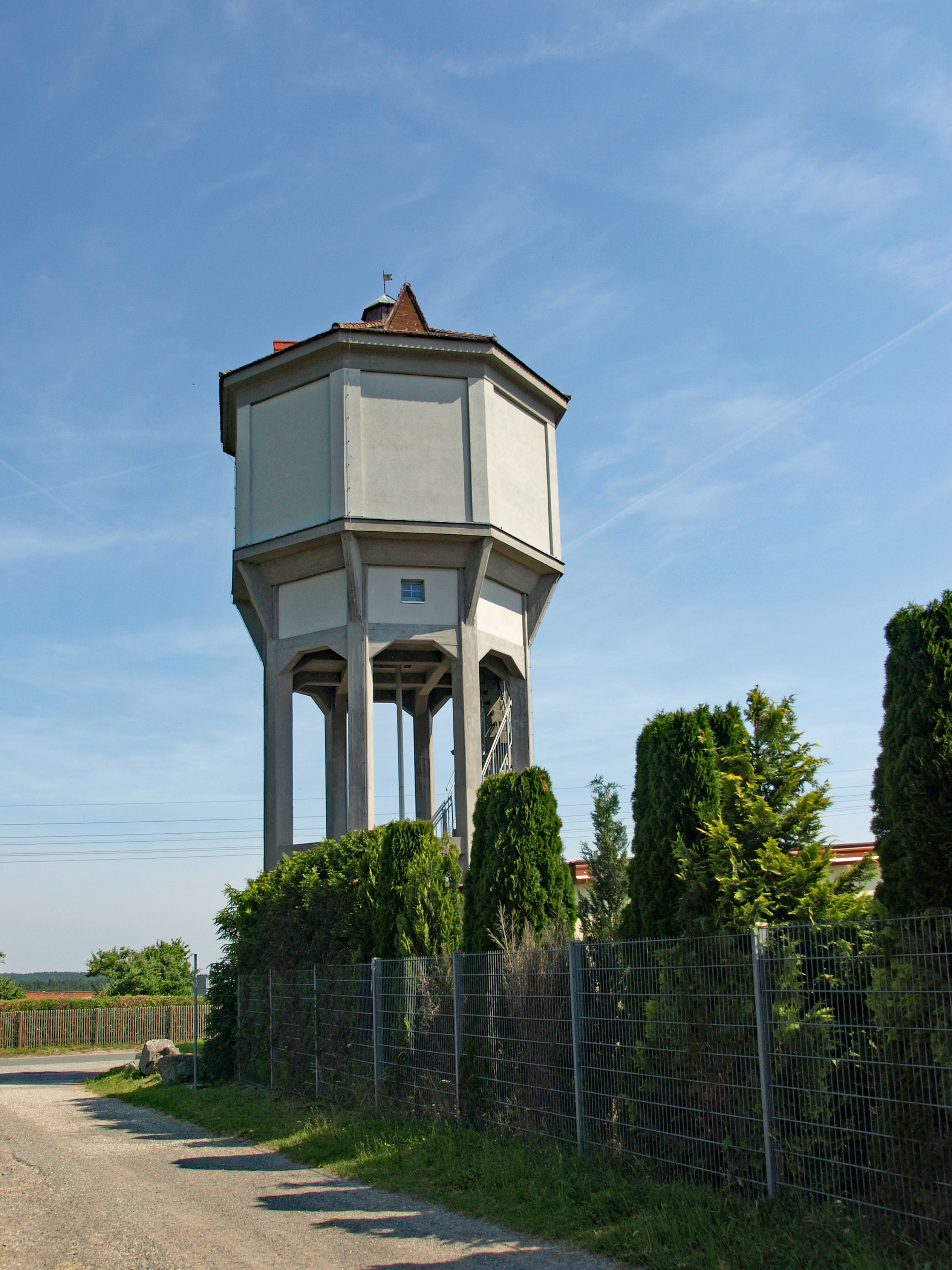
Historischer Wasserturm im Ort Schleifreisen, der von der A4 aus sichtbar ist
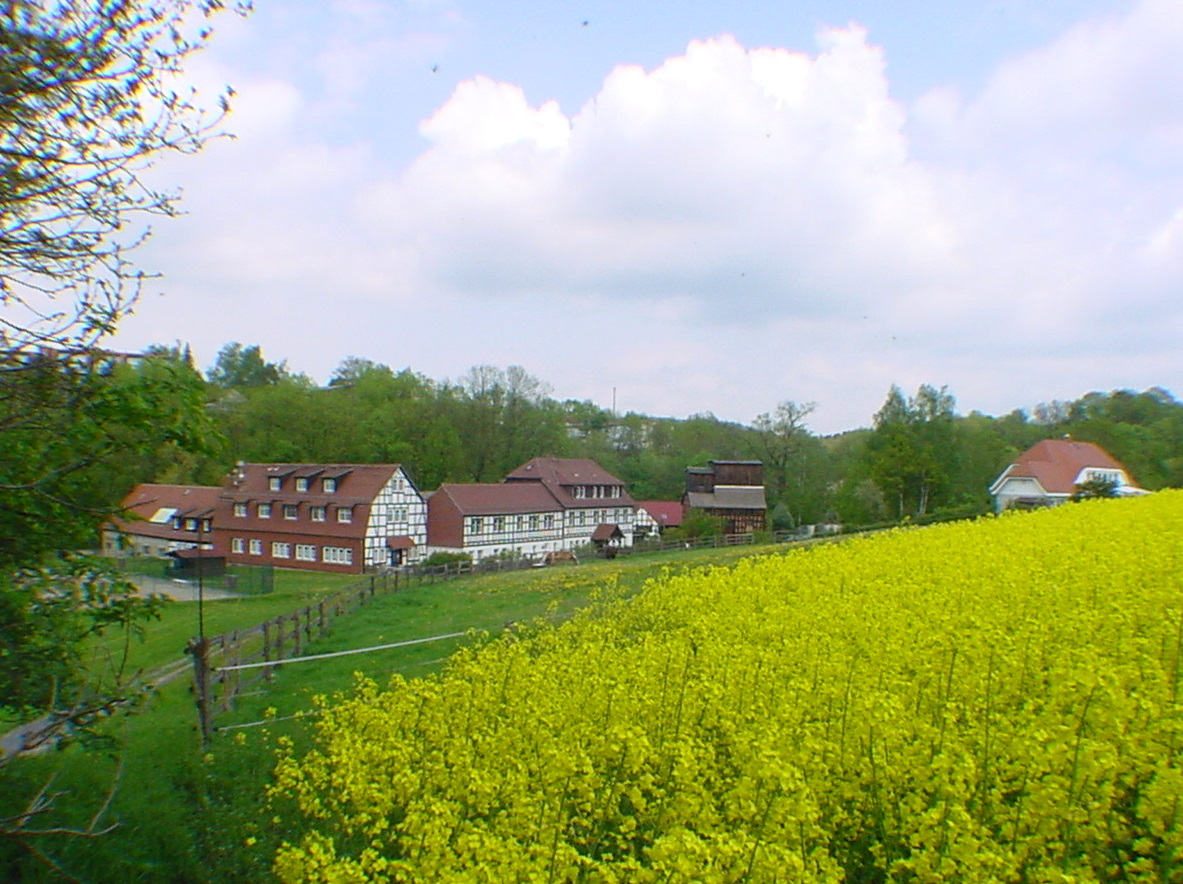
Hammermühle im Tal der Roda in Stadtroda
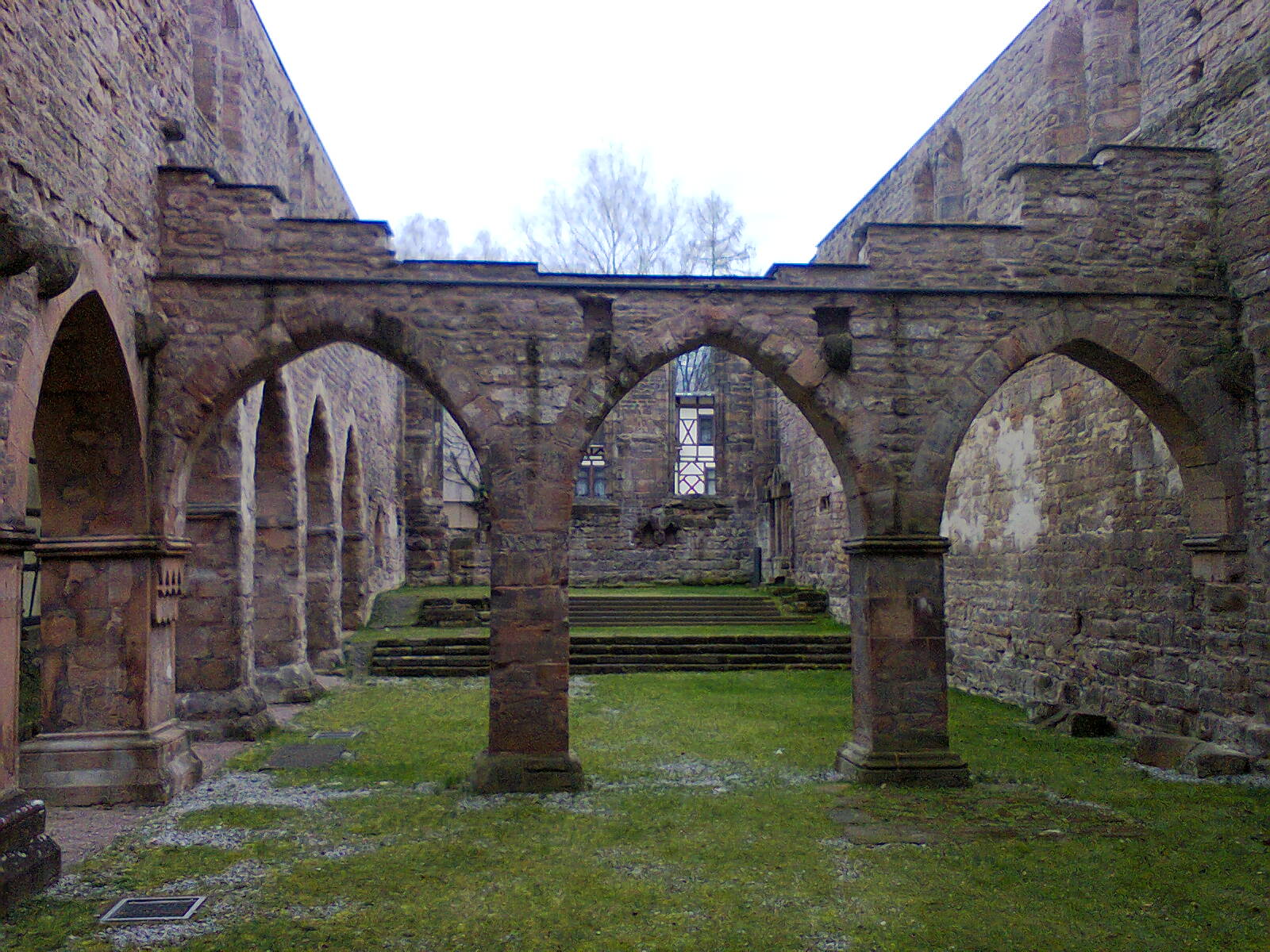
Kloster Roda in Stadtroda
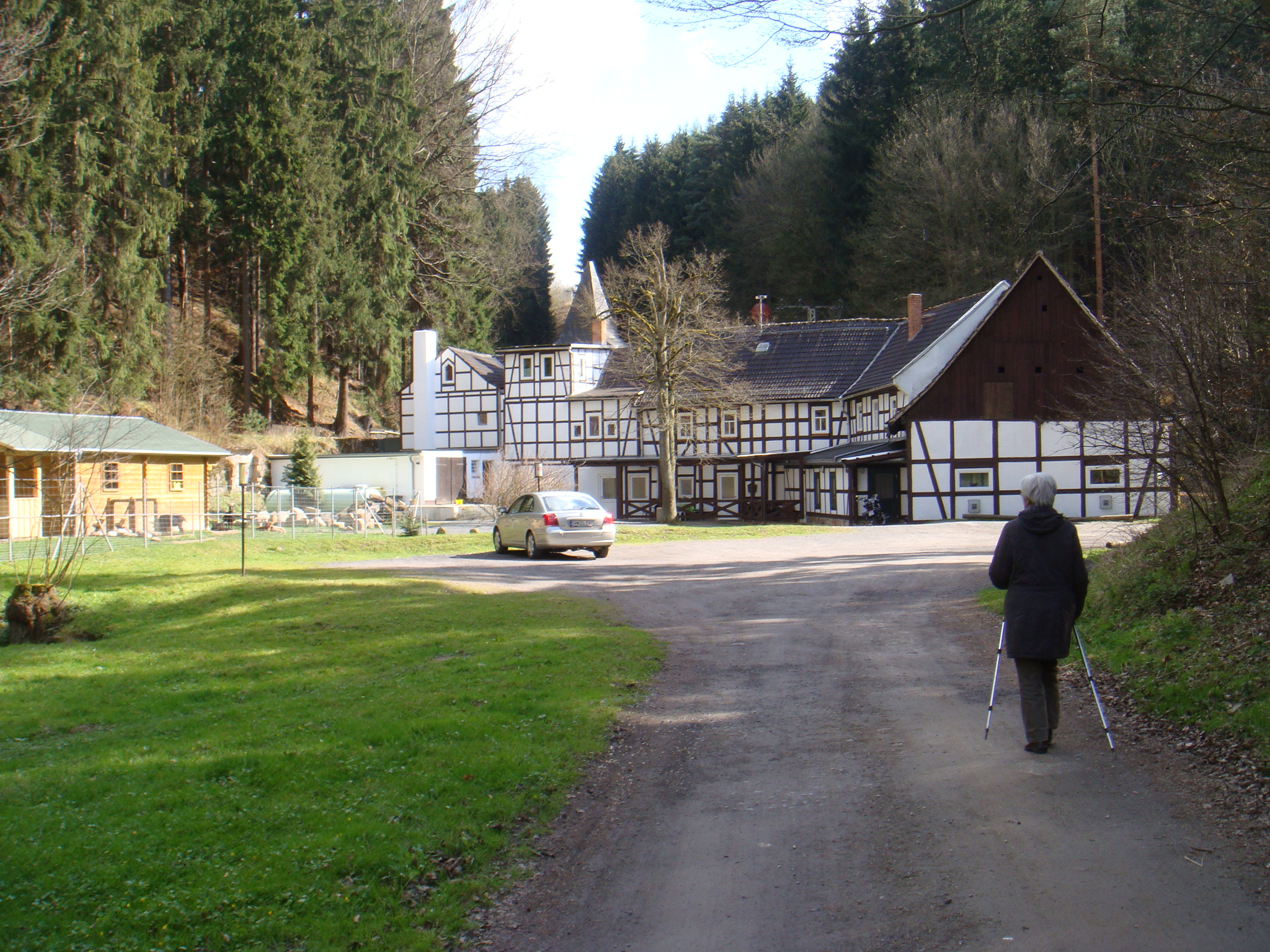
Weihertalmühle bei Möckern (2012)
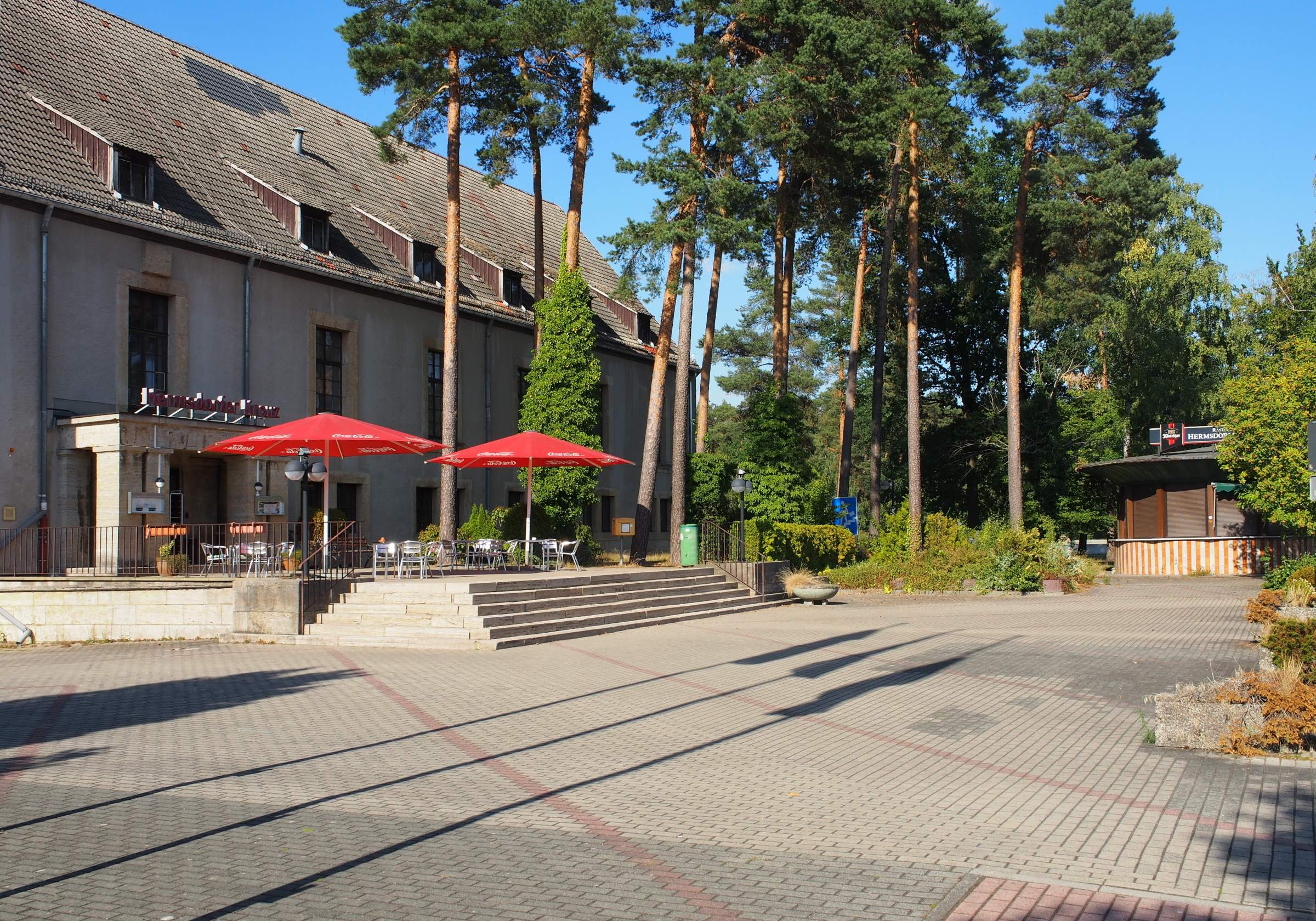
Historischer Autobahn-Rasthof am Hermsdorfer Kreuz (2022)
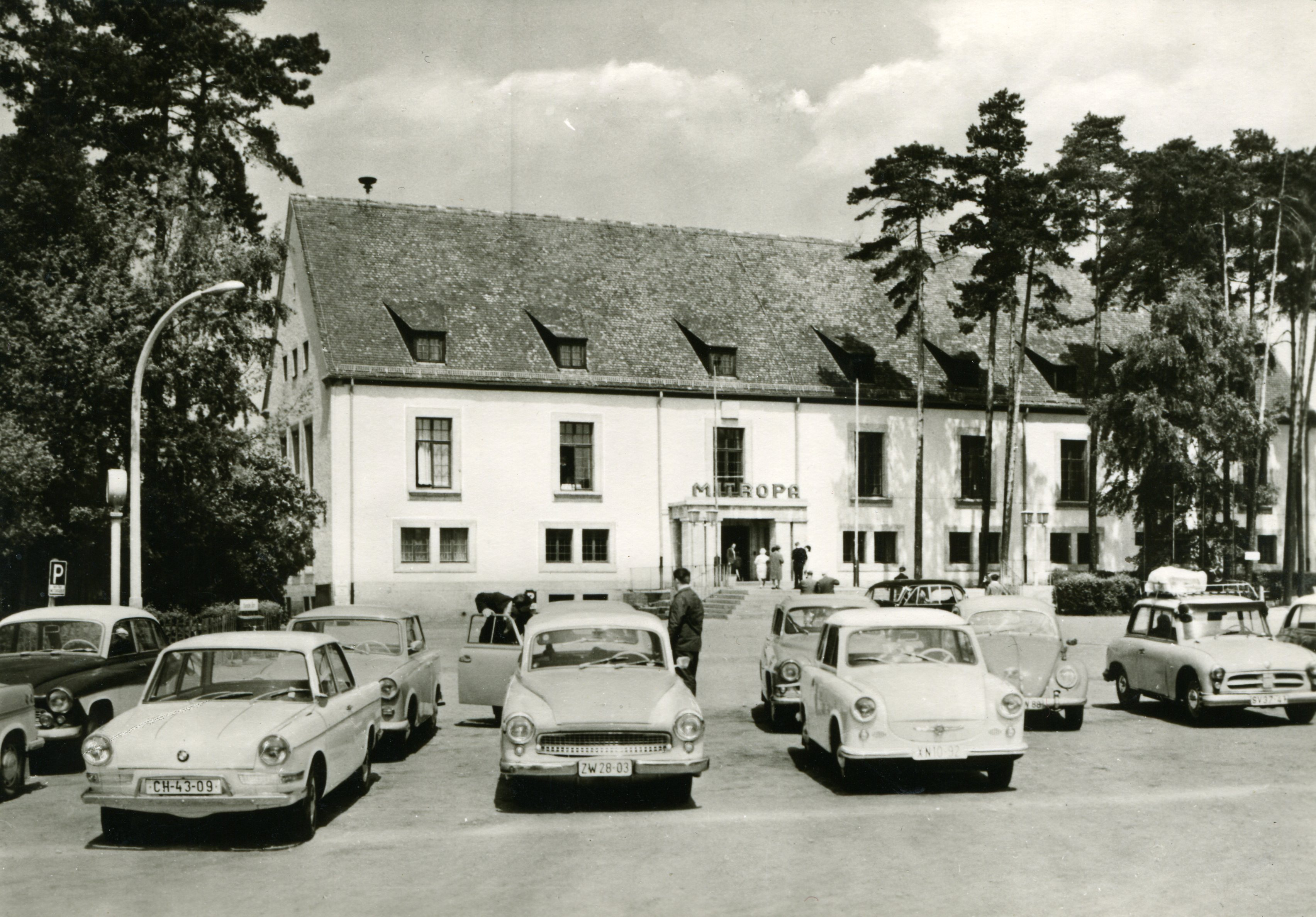
Rasthof Hermsdorf (der Mitropa) im Jahr 1971

## Geologie
Der Zeitzgrund ist ein Kerbsohlental, das in den Buntsandstein eingeschnitten wurde vom Zeitzbach, einem Zufluss der Roda. In der Sohle der Täler von Zeitzgrund und Teufelstal steht der untere Buntsandstein an.
Ein geologischer Aufschluss der Sandsteinschichtung dieser Region befindet sich im Tal der Roda mitten in Stadtroda etwa dort, wo der Zeitzgrund (unterhalb des Bahnhofes Stadtroda) ins Rodatal einmündet. Der Aufschluss steht seit der DDR-Zeit als Naturdenkmal unter Schutz.
Der Gesteins-Untergrund dieser Region wird auch Saale-Elster-Platte genannt. Das Naturdenkmal unter dem Bahnhofsberg soll eine Schichtungsstörung/Gesteinsfalte sein.
Im Stadtgebiet von Stadtroda existieren weitere sehenswerte geologische Aufschlüsse.

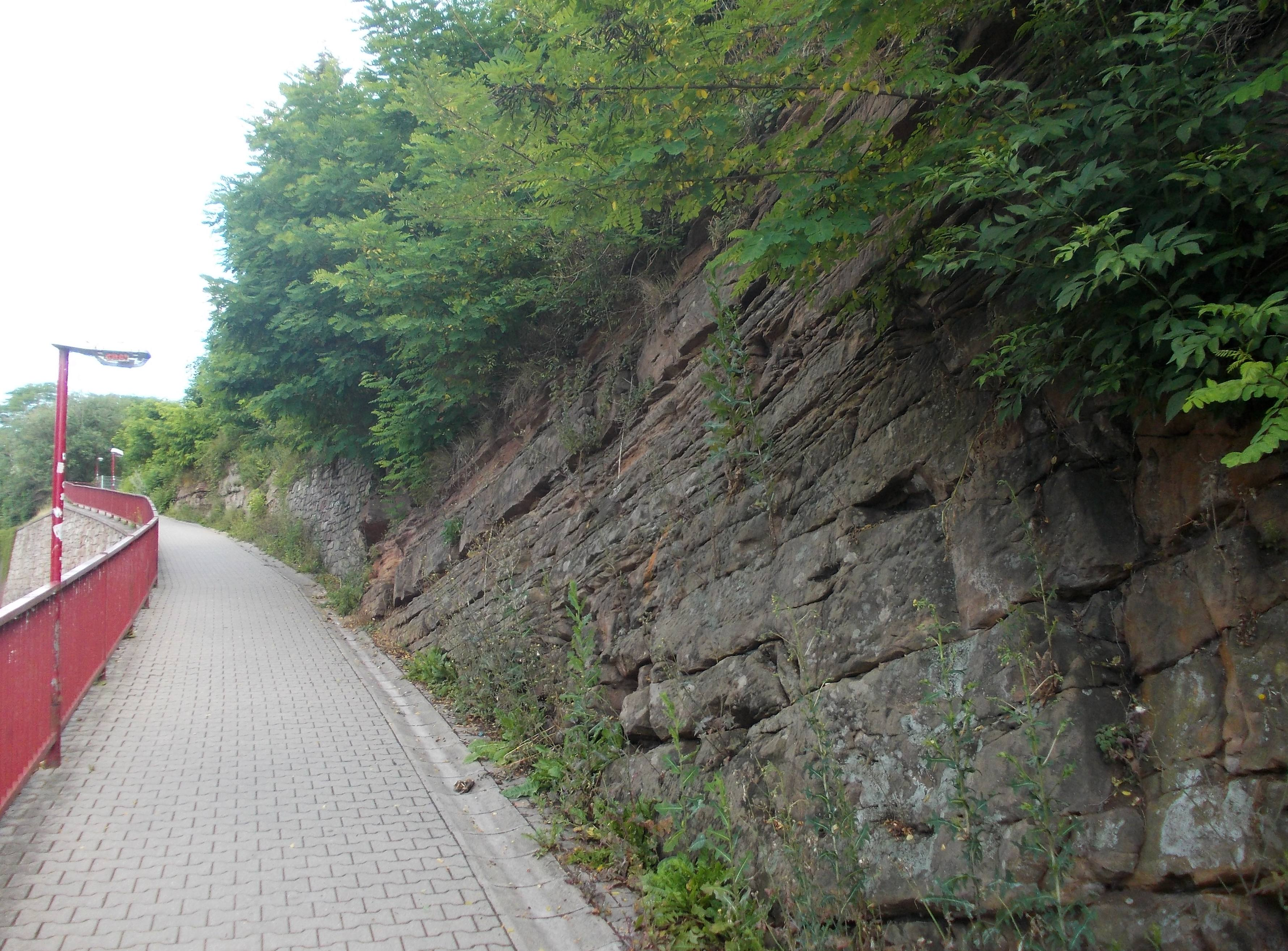
Buntsandsteinschichtung am Fußweg zum Bahnhof in Stadtroda (2015)
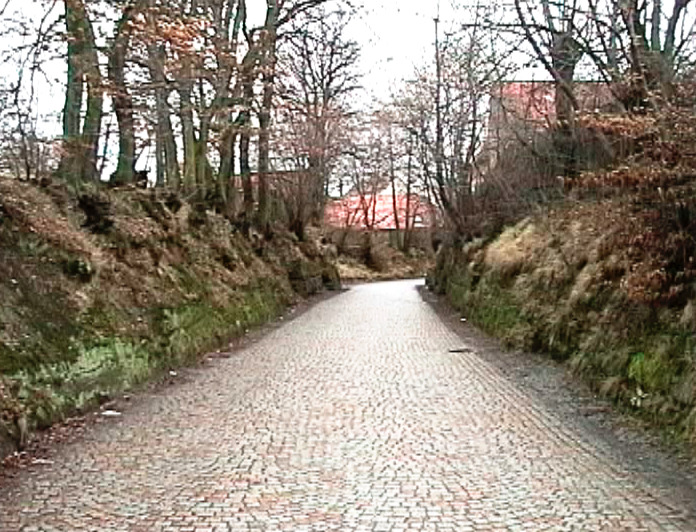
Straße in Buntsandstein-Nebental bei Schleifreisen (1999)
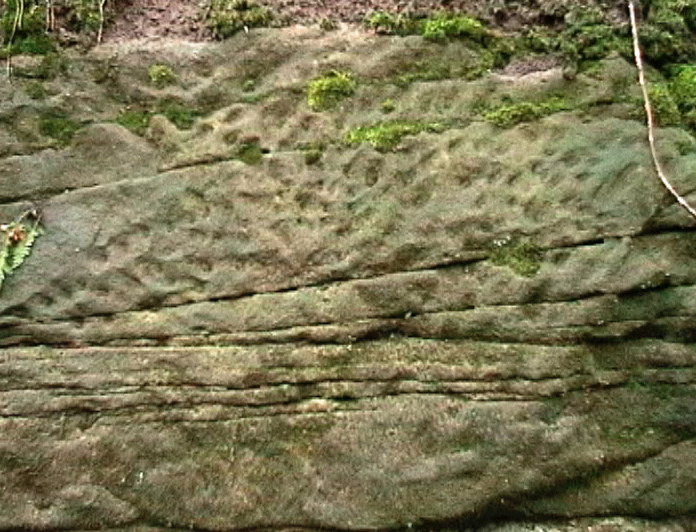
Sandsteinschichtung bei Schleifreisen (1999)
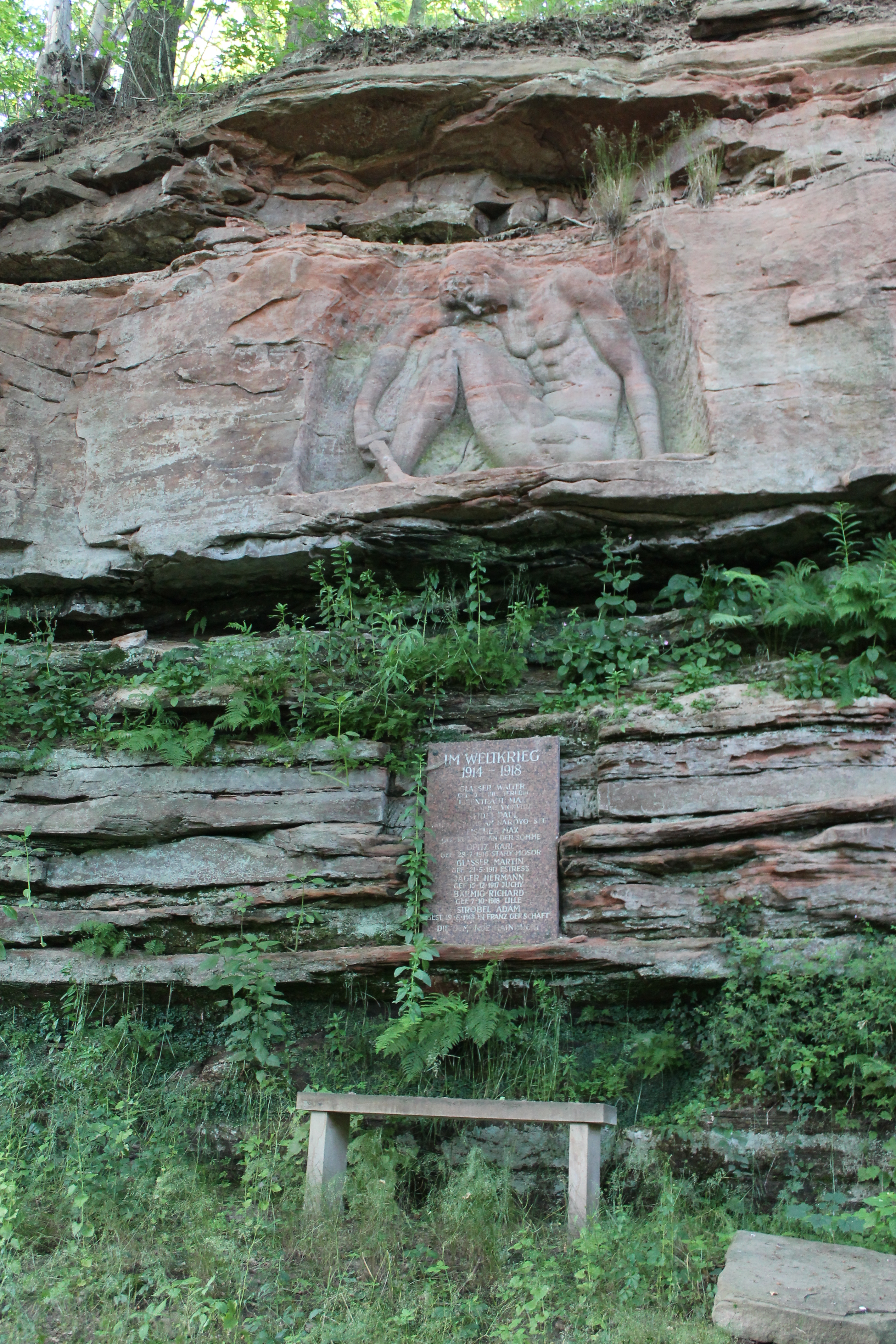
Schichtung im Rodatal am Gefallenendenkmal des Ersten Weltkrieges in Stadtroda-Hainbücht (2014)

### Erhebungen, Aussichtspunkte und Höhenlage
Etwas östlich von Ascherhütte liegt am Nordrand des hiesigen Waldes (nördlich des Zeitzgrundes) die Erhebung "Weißer Berg" (375 m) knapp südlich von Bobeck an der hiesigen Landstraße.
Vom Weißen Berg, in dessen Nähe sich ein Parkplatz an der Landstraße (von Klosterlausnitz nach Westen) befindet, hat man bei klarem Himmel eine Aussicht bis zur Leuchtenburg bei Kahla im Saaletal (also nach Südwesten).
Eine im Wandergebiet aufgestellte Sonnenuhr am "Höhenweg" befindet sich in etwa 330 m ü.NN.

### Quellen, Teiche und Wasserfälle

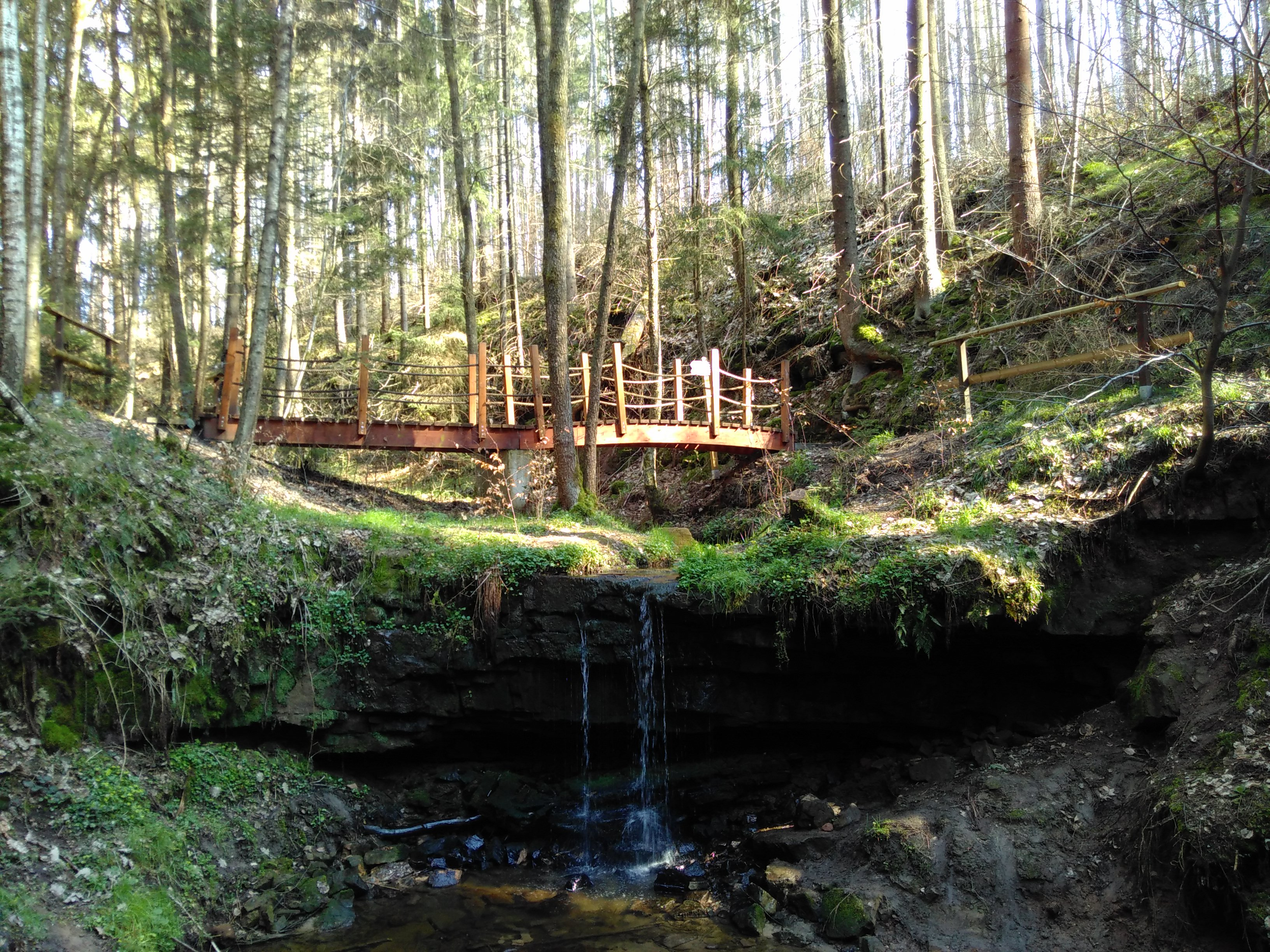
Amselfall bei Quirla (2023)

## Flora und Fauna

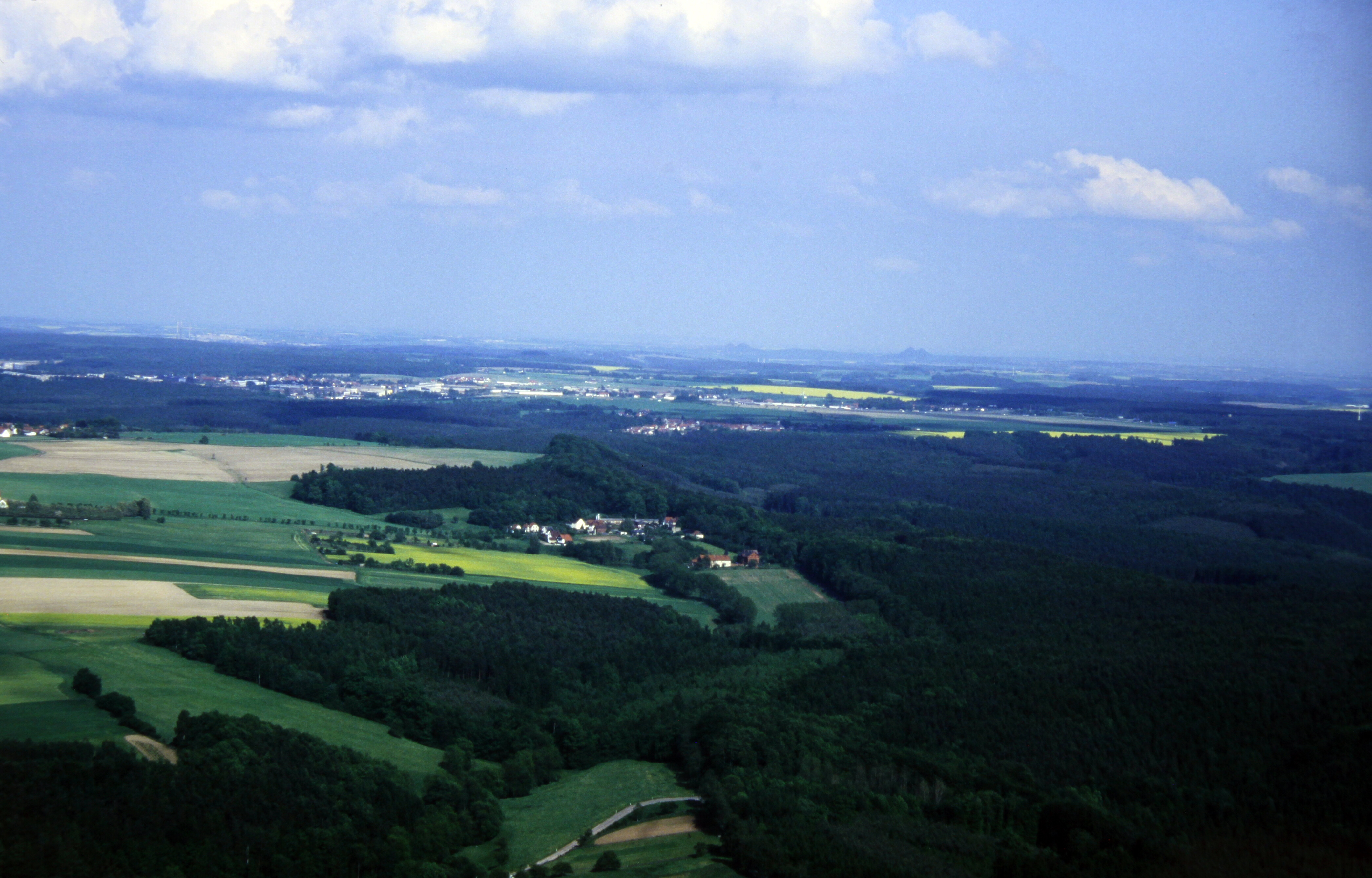
Wald nördlich des Zeitzgrundes mit Ascherhütte (1997)
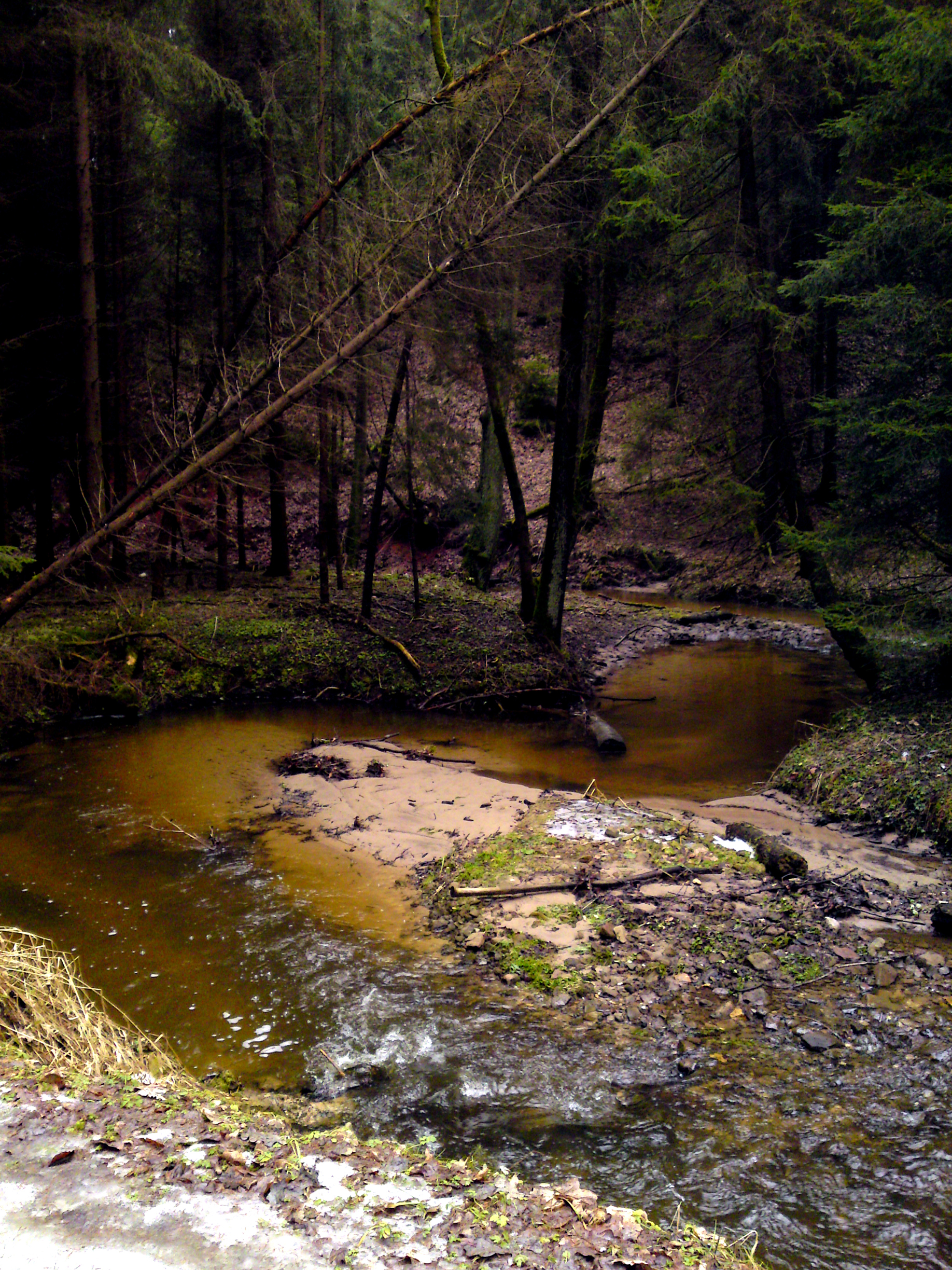
Zeitzbach im Zeitzgrund
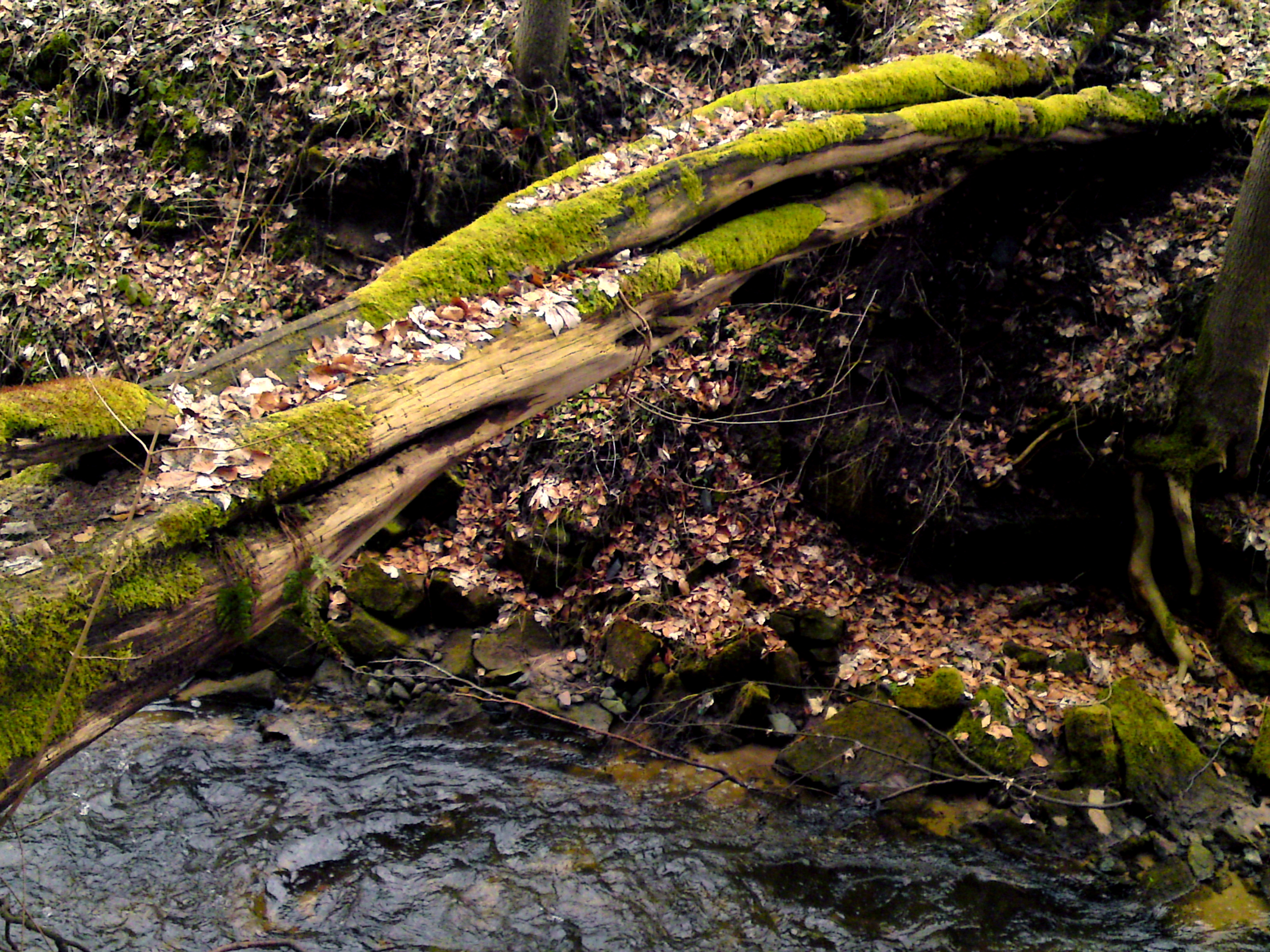

## Geschichte

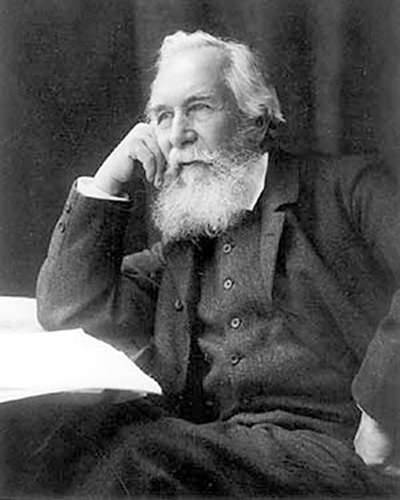
Ernst Haeckel (um 1900)